# 佐藤利奈
佐藤 利奈（さとう りな、1981年5月2日 - ）は、日本の女性声優、歌手。福岡県北九州市出身。東京俳優生活協同組合所属。

## 略歴

### 生い立ち
福岡県北九州市に生まれ、後に山口県や広島県に転居し、さらに愛媛県松山市に転居し、そこで高校卒業まで過ごした。当時は父が転勤族であり、父の仕事の兼ね合いで引っ越しが多く引っ越すのが好きだったという。仲良くなっていた友人と別れるのはさびしかったが、それ以上に新しい土地に行って新しい友人に出会ったり、新しい方言に接するのが楽しみだったという。
子供の頃から読書が好きで、母が毎晩絵本を読み聞かせてくれたことから、本の世界に没入する傾向があったという。自分とは違うものになれるのがうれしかったという。

### 声優になるきっかけ
声優になろうと思ったきっかけは、2014年時点でもフルネームで名前を言えるくらい好きな幼稚園教諭に憧れていたため。小学校の中学年くらいまでは、保育士になりたかったという。
小学5年生の頃にテレビ番組で職業としての声優を知り、変身願望ではないが、「声の仕事だったら物語の中に入り込んで、動物にもなんでもなれるんだ」と思ったからである。将来の職業の希望欄には「声優」と書き続けていた。しかし声優への道をまっしぐらというわけでもなく「声優になりたい!」と声を大にして言いはしていたものの、演劇部、放送部に所属することもなく、とくに何をするわけでもなく日々やれることをしていた。具体的に声優になるためには何をしたらいいかわかっておらず、青春を謳歌していた。

### 声優になるまで
高校卒業時に教師から「おまえ進路をどうするんだ?」と問われており、佐藤が通っていた高校は進学校だったため、教師は大学に行ってほしかったようだった。佐藤は、はたと現実に直面して、「まあ、声優しかないだろう」、「声の仕事をしたい」という明確な目標があったため、高校卒業後に愛媛から上京し、代々木アニメーション学院を経て、2001年に俳協ボイスアクターズスタジオ（第19期生）へ入所した。養成所時代は毎日が楽しく、演技がうまくいかず葛藤はあったが、先生や先輩からは「下手で当たり前だ」と言われていたため、戸惑いは無かったという。それよりも目指すものに向かい、「どうすればできるんだろう」と考えることが多かった。翌2002年、同事務所の所属となる。

### キャリア
学校に通っていた頃から色々仕事を貰っていたため、初仕事については「何が初めてなのかいまいちわからない」という。一番最初に貰った役付きのキャラクターはテレビアニメ『ダイバージェンス・イヴ』のプリム・スノーライト役となる。当時は何回オーディションを受けてもダメな時であり、「そろそろ役をとらなきゃダメだろう!?」と窮地に陥っていた時だった。その時に出会えた役であり、「プリム役を演じていなかったら、いまの佐藤利奈はなかっただろうな」と転機になったという。
2004年から『マリア様がみてる』の武嶋蔦子役を担当し、同年に『魔法先生ネギま!』の初めての主役で初めての男の子役でもあるネギ・スプリングフィールドに抜擢され、2005年にこのアニメがテレビで放送されたことによって声優としての知名度が一気に上がり、それ以降さらに多くのアニメ等に出演し、主要キャラクターの声をしばしばあてるようになった。佐藤が演じていた『ダイバージェンス・イヴ』のプリム・スノーライト役、『マリア様がみてる』の武嶋蔦子役、『魔法先生ネギま!』のネギ・スプリングフィールド役はメガネをかけているキャラクターであったが、3人とも、方向性がバラバラでまったく違う役であったという。
2005年、「ハッピー☆マテリアル」が第10回アニメーション神戸のラジオ関西賞（主題歌賞）に選ばれ、授賞式に小林ゆう、佐久間未帆と共に出席し、歌を披露した。
2010年8月、『乃木坂春香の秘密』の声優ユニット「N's」のメンバーを中心とした自主ユニット「N±」を植田佳奈、後藤麻衣、清水香里、生天目仁美らと結成し、ブログなど立ち上げ、ネットラジオ配信、ライブ、コミケなどで活動する。2012年8月、『乃木坂春香の秘密 ふぃな〜れ♪』正式発表にて「N±」を解散し「N's」として再度公式ユニットとなる。
2014年、第8回声優アワードで主演女優賞を受賞した。 同年3月27日、2004年より始まり、タイトルを変えつつも10年間に渡りパーソナリティーを務めてきたラジオが終了した。
2014年から豊口めぐみ主催の劇団・東京ジャンケンの舞台に誘われ出演し、次回公演にも出るなど舞台方面にも出演していく。
2014年7月から、かつて大ヒットしたアニメシリーズ『美少女戦士セーラームーン 』の新作アニメ『美少女戦士セーラームーンCrystal』で、メインキャラクターの火野レイ役を担当した。子供の頃は、友人とセーラームーンごっこをして遊んでおり、その役を自分が演じるということで「今でも夢じゃないか」「本当に嘘みたいだな」と思っていた。レイが好きで憧れており、小さな頃に遊びで唱えていた変身の言葉をセリフとして言えることは、「本当にすごいことだ」と思っており、プレッシャーもあったが、幸せだという。

### 現在まで
2016年12月、ブログで結婚と第一子男児を出産したことを報告した。
2017年4月21日、ファミ通アワード2016で『テイルズ オブ ベルセリア』ベルベット・クラウ役などとして、女性キャラクターボイス賞を受賞した。

## 人物
学生時代に生徒会をしていた。小学校時代は、2021年時点の同じ身長があったため、「大きい楽器をやってみない？」と言われ、吹奏楽部でチューバを担当していた。
仕事を始めて間もない頃、ある人物から「後悔はやってからすればいい」、「何もしないで後悔するより、行動を起こしたあとの後悔ならば、いい後悔だよ。あなたはまだ若いんだから、まずは行動しなさい」というアドバイスを貰った。当時はすぐにしょんぼりとしてしまうなど、どちらかというとネガティブで、その言葉を聞いてから、「後悔は怖くない」と思えるようになり、その言葉は、2014年時点でも佐藤の根底にあるという。そういった言葉をかけてくれた人物に会うことができたことはありがく、「素敵なご縁だ」、「そういったご縁が、回り回って今の自分を作っているんだ」と感じているという。
2歳年下の弟が1人いる。2011年10月、長年可愛がっていた猫の「ハイネ」が死んだことを本人のブログで報告。その後、現在はフウネとライネという名前の猫を飼っており、略してそれぞれ「フウ」「ライ」と呼んでいる。

### 特色
声種はアルト。
数多くのアニメ、ドラマCD、アテレコなどで活動している。
少年から女性役まで幅広い役柄をこなす。元々声優を始める前から「男の子を演じてみたい」と思っていたが、2007年時点では「男の子を演じていきたい」と語ってる。今まで小さい男の子役が多かったため、「少し年齢のいった男の子が演じられたら、自分の演技の幅が広がるかな」という。
役柄を貰ったら専用のノートにタイトル名と役柄の名前を書いて役柄を覚えるようにしており、「どれだけそのキャラが好きなんだ？」といった感じで、どのキャラクターもすごく大事な存在だという。
新しいことに挑戦していくために、意識的にキャラクターに変化はあまり意識はしておらず、流れるままに色々な役柄と出会わせてもらっている。その点に関しては、演じているキャラクターに「1本芯が通っているほうがいいのかな?」と感じているくらい、演じている役がバラバラで、「佐藤利奈だったら、こんな役がピッタリ」という芯ようなものが欲しかった。ただし、周囲の人物にそういう悩みを打ち明けると、「何を言っているの?何でもできるほうが楽しいんだよ。だから、何でもチャレンジしなさい」と言われており、2007年時点では「いろんな色が出せればいいかな」と思っているという。
役作りをする時、「この人だったらどういうことを考えるんだろうな」という自分なりのイメージと貰った資料から得たものをミックスしたり、原作があるものはそれを読んでイメージを膨らませたり、原作がないものは台本を読み込んで当日現場で周囲の人物とのバランスで演じたりと、毎回色々な手法でしている。家で練習をしていた時にはまったくなかった感情が、収録中に相手の台詞に導かれて出てくることもあるが、そういう時が一番「楽しい!気持ちいい!私、この仕事がすごく好き!」と思える瞬間で、そういった時には無心に演じることができるという。
演技をするうえで、大切にしていることは役柄と自分をすり合わせる作業で、役柄によっては、自分の今までの経験で表現できる感情もあれば、全く未知の経験もあり、2007年時点では「これはどうやって表現すればいいんだろう?」と悩んでいる。その場合は、とにかく台本をよく読み「この人はどうしてこうなるんだろう?なぜ、ここでこう言ってしまうんだろう?」というのを自分の中で整理して、しっかりと整合性をつけるようにしている。台本を読んでいると、すとんと役柄が自分の中に降りてきて納得できる場合もあるが、自分の中に無いものがあるキャラクターだと、しっくりとこない場合もあり、「そういうキャラクターをどうやって理解していくか」というすり合わせの時間がすごく好きだという。
『とある魔術の禁書目録』シリーズでは御坂美琴を演じているが、それまでは、強気な女の子役を演じては来ておらず、優等生だったり、真面目だったり、教師だったり、柔らかい子だったりなどだったため、美琴は新しい風だったという。2019年時点でも演じていても嬉しく、「チャレンジし甲斐のあるキャラクターだ」と思っているという。

### 趣味・特技
- 特技は書道（毛筆、硬筆初段）、弓道（三級）[8]。中学、高校時代はハンドボール部、弓道部、美術部に所属していた[13]。
- 2009年5月にMTでの自動車運転免許を取得した[22]。免許取得後は自ら自動車を運転してのドライブも趣味としており、自身の車で弟を乗せて佐藤の地元の福岡まで、自ら運転して帰省するなどしている。また、和服を着るのが好きである[23]。
- 学生時代に弓道を経験しており、あまのあめのの漫画『弓導士』の第1巻帯に推薦文を書いた。
- 漫画『魔法先生ネギま!』第137話1ページ1コマ目の「ザザァァ…」という描き文字は、佐藤が小林ゆうと一緒に描いたものである。これは2006年5月8日に、webラジオ『麻帆良学園中等部2-A・ヒミツの放課後 Part2』で取材を行った際に、赤松健のスタジオを訪れた時にアシスタント体験として行ったもの。
- 生天目仁美、広橋涼、下屋則子と佐藤の4人で「KAT-TUN会（軍団生天目）」を結成していた。しかしKAT-TUNというグループがすでに存在しているなどの理由で、「KAT-TUN会」をオフィシャルでは使いにくいため、2010年4月に4人の苗字の頭文字を取って「射日向四姉妹（さしひなよんしまい）」に改名した（長女・広橋涼 / 次女・佐藤利奈 / 三女・生天目仁美 / 四女・下屋則子）[24]。

### 交友関係
『とある魔術の禁書目録』・『とある科学の超電磁砲』で共演した新井里美とは公私ともに親交が深い。

### ツイッター
2010年3月に田中理恵の誘いを受けてTwitterを始めた。しかし、2011年8月中旬からブログの更新とTwitterの呟きを休止すると自身のブログで言及し、休止していた。その後、2011年10月初旬にブログの更新を再開した。Twitterは諸事情により呟きが出来ない状態にあることをブログで言及していたが、2011年12月3日に「助けて貰って、ツイッターふっかーつ！！音信不通のみなさま、ごめんなさいでしたー」とツイートし、復活した。これに杉田智和やささきのぞみらがTwitter復帰を歓迎するツイートを残している。

## 出演
太字はメインキャラクター。

### テレビアニメ
2002年
- 犬夜叉（娘）

2003年
- ダイバージェンス・イヴ（2003年 - 2004年、プリム・スノーライト、オペレーター） - 2シリーズ
- ぽぽたん（店員2）

2004年
- うた∽かた（看護師）
- BLEACH（2004年 - 2011年、男の子、繭）
- マーメイドメロディー ぴちぴちピッチ ピュア（女の子C、女の子B）
- マリア様がみてる（2004年 - 2009年、武嶋蔦子） - 3シリーズ

2005年
- 極上生徒会（伊丹ゆきみ）
- 地獄少女（春日由香）
- D.C.S.S. 〜ダ・カーポ セカンドシーズン〜（むねぴー）
- ToHeart2（高城優季）
- ハチミツとクローバー（2005年 - 2006年、女学生B、女子学生A） - 2シリーズ
- ガラスの仮面（第2作）（少女マリア役）
- ふしぎ星の☆ふたご姫（2005年 - 2007年、ミーア、ソフィー、キュキュ） - 2シリーズ
- まじめにふまじめ かいけつゾロリ（婦人、ウマキ）
- 魔法先生ネギま!（2005年 - 2007年、ネギ・スプリングフィールド） - 2シリーズ
- 蟲師（いお）
- LOVELESS（女子高生）

2006年
- かしまし 〜ガール・ミーツ・ガール〜（亀山夏子）
- コヨーテ ラグタイムショー（フェブラリー）
- サルゲッチュ 〜オンエアー〜（2006年 - 2007年、チャル） - 2シリーズ
- スクールランブル二学期（一条康介、白い服の少女）
- ゼーガペイン（ミズサワ）
- タクティカルロア（フルード）
- となグラ!（神楽勇治（少年時代）、獅堂ありさ）
- びんちょうタン（れんタン）
- REC（男の子の声、インタビュアー）

2007年
- おおきく振りかぶって（司会、アナウンス、宮下涼音）
- 京四郎と永遠の空（こずえ、ミカの愛人、幼い京四郎）
- 機神大戦ギガンティック・フォーミュラ（神代真名）
- 鋼鉄三国志（劉備玄徳）
- 神曲奏界ポリフォニカ（2007年 - 2009年、ユギリ・プリネシカ） - 2シリーズ
- 天元突破グレンラガン（キヨウ）
- ナイトウィザード The ANIMATION（赤羽くれは）
- 祝!(ハピ☆ラキ)ビックリマン（守麟プー）
- ハヤテのごとく!（2007年 - 2013年、牧村志織、エイト、東宮康太郎、バレープロ2000GT 他） - 3シリーズ
- バンブーブレード（2007年 - 2008年、東聡莉）
- ヒロイック・エイジ（プロメ・オー）
- みなみけ（2007年 - 2013年、南春香） - 4シリーズ
- メジャー 第3シリーズ（立石）

2008年
- H2O -FOOTPRINTS IN THE SAND-（先生）
- 狂乱家族日記（乱崎月香）
- 純情ロマンチカ（宇佐見秋彦〈少年〉）
- 絶対可憐チルドレン（2008年 - 2009年、野分ほたる、東野将、金子蘭子）
- テレパシー少女 蘭（伊藤冴子）
- とある魔術の禁書目録（2008年 - 2019年、御坂美琴） - 3シリーズ
- 二十面相の娘（小糸春華）
- ネットゴーストPIPOPA（2008年 - 2009年、秋川勇太）
- 乃木坂春香の秘密（2008年 - 2009年、天宮椎菜、メイド、椎乃、佐藤利奈） - 2シリーズ
- のだめカンタービレ（2008年 - 2010年、リュカ・ボドリー） - 2シリーズ
- BLUE DRAGON 天界の七竜（2008年 - 2009年、プリムラ）
- ポケットモンスター ダイヤモンド&パール（ナツ）
- まかでみ・WAっしょい!（霧島双葉）
- 無限の住人（浅野凛）
- ヤッターマン（第2作）（黒芋ビュン）

2009年
- 明日のよいち!（斑鳩いぶき）
- VIPER'S CREED（ケリー）
- うみねこのなく頃に（右代宮縁寿）
- 黒神 The Animation（山田理佐、美優紀）
- ささめきこと（照明）
- 夏目友人帳 シリーズ（2009年 - 2024年、多軌透） - 6シリーズ
- とある科学の超電磁砲（2009年 - 2020年、御坂美琴） - 3シリーズ
- にゃんこい!（望月千鶴、シンディ）
- はっけん たいけん だいすき! しまじろう（ナレーション）※実写部分
- ミラクル☆トレイン〜大江戸線へようこそ〜（みちの母）
- メタルファイト ベイブレード（2009年 - 2010年、双道ダン、双道レイキ）

2010年
- アマガミSS（2010年 - 2012年、棚町薫） - 2シリーズ
- えむえむっ!（葉山辰吉 / シホリ姫）
- 聖痕のクェイサー（2010年 - 2011年、柊弓江） - 2シリーズ
- 戦う司書 The Book of Bantorra（ユーリ＝ハムロー）
- ドラえもん（テレビ朝日版第2期）（山田、コーチ）
- 迷い猫オーバーラン!（佐藤）

2011年
- 青の祓魔師（2011年 - 2025年、霧隠シュラ） - 5シリーズ
- アスタロッテのおもちゃ!（塔原直哉）
- 異国迷路のクロワーゼ The Animation（クロード〈幼少〉）
- お兄ちゃんのことなんかぜんぜん好きじゃないんだからねっ!!（谷田貝凛）
- SKET DANCE（ビバちゃん）
- ダンタリアンの書架（ラティーシャ・サーキス）
- ファイ・ブレイン 神のパズル（2011年 - 2014年、千枝乃タマキ、少年時代のルーク） - 3シリーズ
- BLOOD-C（古きもの）
- マケン姫っ!（ミネルバ・マーサ）
- よんでますよ、アザゼルさん。（2011年 - 2013年、佐隈りん子） - 2シリーズ
- ロウきゅーぶ!（2011年 - 2013年、羽多野冬子） - 2シリーズ

2012年
- 織田信奈の野望（ルイズ・フロイス）
- 機動戦士ガンダムAGE（ナトーラ・エイナス）
- クロスファイト ビーダマンeS（2012年 - 2013年、カオス / 光明寺アカリ）
- しろくまカフェ（ヒロミ）
- 戦国コレクション（剣聖・足利義輝）
- はぐれ勇者の鬼畜美学（リスティ・エル・ダ・シェルフィード）
- パパのいうことを聞きなさい!（緑川佐和子）
- BRAVE10（伊佐那海）
- マジでオタクなイングリッシュ!りぼんちゃん 〜英語で戦う魔法少女〜（2012年 - 2013年、ガーネット） - 2シリーズ
- モーレツ宇宙海賊（ジェニー・ドリトル）

2013年
- 宇宙戦艦ヤマト2199（原田真琴、墓地の少年）
- 神さまのいない日曜日（ハナ・アスティン）
- げんしけん 二代目（春日部咲）
- 世界でいちばん強くなりたい!（藤下香苗）
- 超次元ゲイム ネプテューヌ THE ANIMATION（ベール / グリーンハート）
- のんのんびより（2013年 - 2021年、加賀山楓） - 3シリーズ
- BROTHERS CONFLICT（朝日奈絵麻）
- BLAZBLUE ALTER MEMORY（ラグナ・ザ・ブラッドエッジ〈幼少期〉、タカマガハラシステムC）
- ONE PIECE（ベビー5）

2014年
- M3〜ソノ黒キ鋼〜（幼イワト、真木ミメイ）
- カードファイト!! ヴァンガード レギオンメイト編（ラティ・カーティ）
- ガールフレンド（仮）（櫻井明音）
- 繰繰れ! コックリさん（紅葉）
- 極黒のブリュンヒルデ（村上良太〈子供〉、美樹）
- 咲-Saki- 全国編（臼沢塞）
- シドニアの騎士（2014年 - 2015年、田寛ヌミ） - 2シリーズ
- 天体のメソッド（こはるの母）
- 大図書館の羊飼い（芹沢水結）
- 曇天に笑う（牡丹）
- のうりん（中沢士）
- バディ・コンプレックス（エルヴィラ・ヒル）
- Free! シリーズ（2014年 - 2018年、鴫野貴澄〈小学生〉、御子柴五十鈴） - 2シリーズ
- ブレイドアンドソウル（マルナ）
- 僕らはみんな河合荘（錦野麻弓）

2015年
- アイドルマスター シンデレラガールズ（千川ちひろ）
- 銀魂（2015年 - 2018年、百地乱破） - 2シリーズ
- 空戦魔導士候補生の教官（ソシエ・ホイットテール）
- 幸腹グラフィティ（町子リョウ）
- ヘヴィーオブジェクト（2015年 - 2016年、レンディ＝ファロリート）
- 放課後のプレアデス（すばるの母）
- まじっく快斗1412（フィリップ）
- みんな集まれ!ファルコム学園SC（リーシャ・マオ）
- 六花の勇者（モーラ）
- レーカン!（おばあさん）

2016年
- キズナイーバー（牧穂乃香）
- クロムクロ（ポーラ）
- GATE 自衛隊 彼の地にて、斯く戦えり（ノッラ）
- 少女たちは荒野を目指す（大磯鯛子）
- ジョジョの奇妙な冒険 ダイヤモンドは砕けない（川尻早人）
- ツキウタ。（照瀬結乃）
- テイルズ オブ ゼスティリア ザ クロス（2016年 - 2017年、ベルベット・クラウ） - 2シリーズ
- ハルチカ〜ハルタとチカは青春する〜（千夏の母）
- ハンドレッド（スフレ・クリアレール）
- 美少女戦士セーラームーンCrystal Season III（火野レイ / セーラーマーズ）
- ブレイブウィッチーズ（グンドュラ・ラル）
- モブサイコ100（女店員）

2017年
- にゃんこデイズ（友子の母）
- 終末なにしてますか? 忙しいですか? 救ってもらっていいですか?（リーリァ・アスプレイ）
- アイドルマスター シンデレラガールズ劇場（2017年 - 2019年、千川ちひろ、ナレーション、実況） - 4シリーズ
- 恋愛暴君（アメイシャ）
- アホガール（押枝あつこ）
- ようこそ実力至上主義の教室へ（2017年 - 2024年、茶柱佐枝） - 3シリーズ
- 潔癖男子!青山くん（田村百合）
- UQ HOLDER! 〜魔法先生ネギま!2〜（ネギ・スプリングフィールド）
- 結城友奈は勇者である（2017年 - 2021年、安芸先生 / 大赦神官） - 2シリーズ

2018年
- 三ツ星カラーズ（ガイドのお姉さん）
- 七つの大罪 シリーズ（2018年 - 2021年、マトローナ、ゾル） - 3シリーズ
- キャプテン翼（第4作）（2018年 - 2024年、大空奈津子、大川学） - 2シリーズ
- PERSONA5 the Animation（2018年 - 2019年、新島真） - 1シリーズ + 特別編前後編
- アイカツフレンズ!（2018年 - 2019年、蜂谷千春） - 2シリーズ
- すのはら荘の管理人さん（春原彩花）
- ISLAND（御原玖音）
- ロード オブ ヴァーミリオン 紅蓮の王（原吹晶）
- メルクストーリア -無気力少年と瓶の中の少女-（エレオノール）
- 聖闘士星矢 セインティア翔（2018年 - 2019年、孔雀座のマユラ）

2019年
- エガオノダイカ（レイラ・エトワール）
- 逆転裁判 〜その「真実」、異議あり!〜（美柳ちなみ / 無久井里子、葉桜院あやめ）
- 上野さんは不器用（西原）
- ダンベル何キロ持てる?（上原ナナ）
- 魔王様、リトライ!（桐野悠）
- まちカドまぞく（杏里の母）
- アイカツオンパレード!（蜂谷千春）
- 戦×恋（拓真の母）
- ポチっと発明 ピカちんキット（書きそんジロー）

2020年
- 痛いのは嫌なので防御力に極振りしたいと思います。（2020年 - 2023年、ミィ） - 2シリーズ
- LISTENERS リスナーズ（スエル・レック）
- 恋とプロデューサー〜EVOL×LOVE〜（アンナ）
- 秘密結社 鷹の爪 〜ゴールデン・スペル〜（鳳美冬、女王）
- 安達としまむら（永藤母）
- 魔女の旅々（エイヘミア）
- ぐらぶるっ!（エッセル）
- ストライクウィッチーズ ROAD to BERLIN（グンドュラ・ラル）

2021年
- ワールドウィッチーズ発進しますっ!（グンドュラ・ラル）
- 美少年探偵団（永久井こわ子）
- うらみちお兄さん（辺雨育子）
- 王様ランキング（2021年 - 2023年、ヒリング） - 2シリーズ

2022年
- ルパン三世 PART6（ミレーヌ）
- ありふれた職業で世界最強 2nd season（修道女、ノイント）
- 鬼滅の刃（2022年 - 2024年、産屋敷あまね） - 3シリーズ
- プリンセスコネクト!Re:Dive Season 2（ルカ）
- BIRDIE WING -Golf Girls' Story-（実園遥香）
- パリピ孔明（近藤の秘書）
- アキバ冥途戦争（万年嵐子）
- BLEACH 千年血戦篇（2022年 - 2024年、修多羅千手丸） - 3シリーズ
- しまじろうのわお!（にいな）

2023年
- 最強陰陽師の異世界転生記（リゼ）
- The Legend of Heroes 閃の軌跡 Northern War（リーシャ・マオ）
- 青のオーケストラ（ハルの母）
- 東京リベンジャーズ（黒川カレン）

2024年
- 即死チートが最強すぎて、異世界のやつらがまるで相手にならないんですが。（賢者レイン、リズリー）
- 戦国妖狐（氷岩〈氷乃〉）
- サイエンスSARU×MBS オリジナルショートアニメ大作戦!（ナレーション）
- 百千さん家のあやかし王子（ひまりの母）
- 夜桜さんちの大作戦（ハクジャ / 白井雪）
- 烏は主を選ばない（初音）

2025年
- Übel Blatt〜ユーベルブラット〜（シャーレン）
- 真・侍伝 YAIBA（峰静香）
- キミとアイドルプリキュア♪（ダークイーネ）
- 中禅寺先生物怪講義録 先生が謎を解いてしまうから。（杉本先生）
- ある魔女が死ぬまで（メグの母）
- サイレント・ウィッチ 沈黙の魔女の隠しごと（ロザリー・ミラー）
- よふかしのうた Season2（星見キク）

### 劇場アニメ
2000年代
- スチームボーイ（2004年）
- 劇場版 天元突破グレンラガン（2008年 - 2009年、キヨウ） - 2作品
- HELLS ANGELS（2008年、ギリエラ）
- 劇場版MAJOR メジャー 友情の一球（2008年、須藤直政）

2010年代
- イヴの時間 劇場版（2010年、ナギ）
- 劇場版 魔法先生ネギま! ANIME FINAL（2011年、ネギ・スプリングフィールド）
- 青の祓魔師 ―劇場版―（2012年、霧隠シュラ）
- 劇場版 とある魔術の禁書目録 -エンデュミオンの奇蹟-（2013年、御坂美琴）
- モーレツ宇宙海賊 ABYSS OF HYPERSPACE -亜空の深淵-（2014年、ジェニー・ドリトル）
- 宇宙戦艦ヤマト2199 星巡る方舟（2014年、原田真琴）
- アキの奏で（2015年、宮川アキ）
- planetarian 〜星の人〜（2016年、倉橋里美）
- ゼーガペインADP（ミズサワ）
- さよならの朝に約束の花をかざろう（2018年、ミド）
- 劇場版 のんのんびより ばけーしょん（2018年、加賀山楓）
- 劇場版 夏目友人帳 〜うつせみに結ぶ〜（2018年、多軌透）
- えいがのおそ松さん（2019年、高橋のぞみ）

2020年
- 劇場版 ヴァイオレット・エヴァーガーデン（リュカ）
- 劇場版 鬼滅の刃 無限列車編（産屋敷あまね）

2021年
- 劇場版 美少女戦士セーラームーンEternal（火野レイ / セーラーマーズ） - 前後編
- ARIA The CREPUSCOLO（アテナ・グローリィ）
- シドニアの騎士 あいつむぐほし（田寛ヌミ）
- 劇場版 七つの大罪 光に呪われし者たち（マトローナ）
- ARIA The BENEDIZIONE（アテナ・グローリィ）

2022年
- 映画ざんねんないきもの事典（月子のお母さん）

2023年
- 劇場版 美少女戦士セーラームーンCosmos（火野レイ / スーパーセーラーマーズ） - 前後編

2024年
- ヤマトよ永遠に REBEL3199（加藤真琴）
- ゼーガペインSTA（オストロバ）

### OVA
2003年
- 新世紀エヴァンゲリオン リニューアル版

2005年
- スクールランブル 一学期補習（一条康介、少女）

2006年
- 大魔法峠（田中ぷにえ）
- テニスの王子様 Original Video Animation 全国大会篇（千歳ミユキ）
- ネギま!? 春スペシャル!? / 夏スペシャル!?（ネギ・スプリングフィールド） - 2作品
- BALDR FORCE EXE RESOLUTION（笹桐月菜）
- マリア様がみてる 3rdシーズン（武嶋蔦子）

2007年
- ToHeart2（2007年 - 2011年、草壁優季） - 5シリーズ

2008年
- 魔法先生ネギま! OADシリーズ（2008年 - 2010年、ネギ・スプリングフィールド） - 2シリーズ + 1作品

2009年
- ハヤテのごとく!（2009年 - 2014年、牧村志織、東宮康太郎） - 『ハヤテのごとく!! アツがナツいぜ 水着編!』、コミックス第42巻OVA付き特別版
- みなみけ（2009年 - 2013年、南春香） - 3作品

2010年
- クイズマジックアカデミー〜オリジナルアニメーション2〜（ユウ&サツキ）
- 絶対可憐チルドレン 〜愛多憎生! 奪われた未来?〜（野分ほたる、東野将）
- とある科学の超電磁砲（御坂美琴） - 『OFFICIAL VISUAL BOOK』付属DVD、『とある科学の超電磁砲』
- ムダヅモ無き改革 -The Legend of KOIZUMI-（ユーリヤ・ティモシェンコ）

2011年
- アスタロッテのおもちゃ! EX（塔原直哉）
- エア・ギア 黒の羽と眠りの森 -Break on the sky- Trick2（野山野梨花）
- 乃木坂春香の秘密 ふぃな〜れ♪（天宮椎菜）
- ベイビー・プリンセス 3Dぱらだいす0（ラブ）（海晴）
- よんでますよ、アザゼルさん。（佐隈りん子） - コミックス第4巻・第5巻各限定版付属DVD

2012年
- コープスパーティー（2012年 - 2013年、中嶋直美） - 『コープスパーティー -THE ANTHOLOGY- サチコの恋愛遊戯♥Hysteric Birthday 2U』数量限定版特典、『コープスパーティー Tortured Souls -暴虐された魂の呪叫-』

2013年
- 暗殺教室（神崎有希子） - ジャンプスーパーアニメツアー2013上映作品
- 機動戦士ガンダムAGE MEMORY OF EDEN（ナトーラ・エイナス）
- げんしけん 二代目の六（春日部咲） - コミックス第15巻DVD付き特装版
- Vassalord.（ミネア） - コミックス7巻OVA付き限定版

2014年
- チェインクロニクル 〜ショートアニメ〜（ミシディア、ユグド）
- 超次元ゲイム ネプテューヌ THE ANIMATION #13（ベール / グリーンハート） - Blu-ray/DVD第7巻に収録
- BROTHERS CONFLICT（2014年 - 2015年、朝日奈絵麻）
- みツわの（四十川翠）
- のんのんびより（2014年 - 2022年、加賀山楓） - コミックス第7・10巻・のんのんびよりりめんばーOAD付き特装版

2015年
- たまゆら〜卒業写真〜（中山）
- 東京喰種トーキョーグール【PINTO】（看護師）

2017年
- 宇宙戦艦ヤマト2202 愛の戦士たち（加藤真琴）
- エスカクロン（斉藤栞）
- クビキリサイクル 青色サヴァンと戯言遣い（佐々沙咲）
- ブレイブウィッチーズ ペテルブルグ大戦略（グンドュラ・ラル）

2019年
- OVA 超次元ゲイム ネプテューヌ（2019年 - 2022年、ベール / グリーンハート、ベールGT） - 3シリーズ

2021年
- planetarian 〜雪圏球〜（倉橋里美）

### Webアニメ
2000年代
- 機動戦士ガンダムSEED C.E.73 STARGAZER（2006年、ミューディー・ホルクロフト）
- 幕末機関説 いろはにほへと（2006年 - 2007年、遊山赫乃丈）
- ケータイ少女（2007年、山田綾乃）
- イヴの時間（2008年、ナギ）

2010年代
- ヘタリア The Beautiful World（2013年、妻）
- 美少女戦士セーラームーンCrystal（2014年 - 2015年、火野レイ / セーラーマーズ） - 2シリーズ
- 弱酸性ミリオンアーサー（2015年 - 2018年、アーサー -技巧の場-）
- ガールフレンド（♪）（2016年、櫻井明音）
- planetarian 〜ちいさなほしのゆめ〜（2016年、倉橋里美）
- 機動戦士ガンダム サンダーボルト（2017年、メグ・リーム、看護師）
- アイドルマスター シンデレラガールズ劇場 火曜シンデレラシアター / Extra Stage（2017年 - 2021年、千川ちひろ、ナレーション） - 2シリーズ
- ソードガイ The Animation（2018年、鏡京香）
- ているず おぶ ざ れいず 劇場（2018年、ベルベット・クラウ）
- 魔王様、“プチ”リトライ！（2019年、桐野悠）

2020年代
- オルタード・カーボン:リスリーブド（2020年、ジーナ〈レイリーン・カワハラ〉）
- どるふろ -癒し篇2-（2021年、アンジェリア）
- ガンダムブレイカー バトローグ（2021年、MCハル）
- スーパードラゴンボールヒーローズ プロモーションアニメ（2022年 - 2023年、黒衣の女戦士）
- CINDERELLA GIRLS 10th Anniversary Celebration Animation ETERNITY MEMORIES（2022年、コンダクター）
- 陰陽師（2023年、蘆屋道満）
- カイリューとゆうびんやさん（2025年、リオの母）

### ゲーム
2004年
- ToHeart2（草壁優季）
- michigan（ポーラ・オートン、パティー・デビアス）

2005年
- クイズマジックアカデミー（2005年 - 2011年、ユウ、サツキ） - 8作品
- ケータイ少女（山田綾乃）
- 極上生徒会（伊丹ゆきみ）
- White Princess the second 〜やっぱり一途にいってもそうじゃなくてもOKなご都合主義学園恋愛アドベンチャー!!〜（新川透子）
- 魔法先生ネギま!（2005年 - 2007年、ネギ・スプリングフィールド） - 5作品

2006年
- あそびにいくヨ! 〜ちきゅうぴんちのこんやくせんげん〜（フェイ）
- 幻想水滸伝V（ネリス、マリノ、ムルーン、ルセリナ・バロウズ）
- サモンナイト4（リビエル）
- ゼノサーガ エピソードIII［ツァラトゥストラはかく語りき］（マイ・メイガス）
- true tears（雪代かつら）
- 天誅 千乱
- 風雨来記（時坂樹） - PS2版
- PROJECT SYLPHEED（エレン・ベルシュタイン）
- REC☆ドキドキ声優パラダイス☆（小岩井まき）

2007年
- オトメディウス（空羽亜乃亜）
- きると 貴方と紡ぐ夢と恋のドレス（カヤ、サリネ）
- ギャラクシーエンジェルII 無限回廊の鍵（ココ・ナッツミルク）
- プリンセスメーカー5（娘）
- まじしゃんず・あかでみい（シンクラヴィア）
- マナケミア 〜学園の錬金術士たち〜（メルヒス・ロイティエール）
- Routes PE、Routes PORTABLE（梶原夕菜）

2008年
- アオイシロ（ナミ）
- Lの季節2 invisible memories（純耶佳奈）
- クロスエッジ（相羽命、リリア）
- 幻想水滸伝ティアクライス（ニムニ）
- 侍道3（おせい）
- スターオーシャン2 Second Evolution（フィリア）
- 絶対可憐チルドレンDS 第4のチルドレン（野分ほたる）
- テイルズ オブ ハーツ（ドナ・メテオライト）
- 鉄道むすめDS〜Terminal Memory〜（大月みーな）
- 12RIVEN -the Ψcliminal of integral-（マイナ）
- true tears 〜トゥルーティアーズ〜（雪代かつら）
- とらぶるツインズ -MY SWEET BROTHERS-（来須潤）
- ナイトウィザード The VIDEO GAME 〜Denial of the World〜（赤羽くれは）
- 乃木坂春香の秘密 こすぷれ、はじめました♥（天宮椎菜）
- マナケミア2 〜おちた学園と錬金術士たち〜（リリアーヌ・ヴェーレンドルフ）
- ルーンファクトリー フロンティア（黒エリス）

2009年
- アークライズファンタジア（リューズ）
- アマガミ（棚町薫）
- ウィザードリィ 囚われし魂の迷宮（ニア）
- SDガンダム GGENERATION（2009年 - 2019年、ミューディー・ホルクロフト） - 4作品
- お掃除戦隊くりーんきーぱーH（棗薫子）
- ギャラクシーエンジェルII 永劫回帰の刻（ココ・ナッツミルク）
- セイクリッドブレイズ -SACRED BLAZE-（ミルヒレーテ）
- デモンブライド（三月原結エメリア、ラファエル、ガブリエル）
- 電撃学園RPG Cross of Venus（御坂美琴）
- ToHeart2 PORTABLE（草壁優季）
- NUGA-CEL!（レイア）
- バンブーブレード 〜"それから"の挑戦〜（東聡莉）
- ロロナのアトリエ 〜アーランドの錬金術士〜（エスティ・エアハルト）

2010年
- うみねこのなく頃に 〜魔女と推理の輪舞曲〜（右代宮縁寿）
- 英雄伝説 零の軌跡（リーシャ・マオ / 銀）
- 黄金夢想曲（右代宮縁寿）
- コープスパーティー ブラッドカバー リピーティッドフィアー（中嶋直美）
- 斬撃のREGINLEIV（ラーン）
- 超次元ゲイム ネプテューヌ（ベール / グリーンハート）
- 東京鬼祓師 鴉乃杜學園奇譚（羽鳥朝子）
- 乃木坂春香の秘密 同人誌はじめました♥（天宮椎菜）
- 花と乙女に祝福を〜春風の贈り物〜（朝霧七緒）
- ぱすてるチャイムContinue（斎香・S・ファルネーゼ）
- WHITE ALBUM －綴られる冬の想い出－（如月小夜子）
- メタルファイト ベイブレード 爆神スサノオ襲来!（双道レイキ、ダン）
- メタルファイト ベイブレード ポータブル 超絶転生! バルカンホルセウス（双道レイキ）
- メタルファイト ベイブレード 頂上決戦!ビッグバン・ブレーダーズ（双道レイキ、双道ダン）
- もっとNUGA-CEL!（レイア）

2011年
- うみねこのなく頃に散 〜真実と幻想の夜想曲〜（右代宮緑寿）
- 英雄伝説 碧の軌跡（リーシャ・マオ / 銀）
- 黄金夢想曲X（右代宮緑寿）
- 黄金夢想曲✝CROSS（右代宮縁寿）
- オトメディウス エクセレント!（空羽亜乃亜）
- クイーンズゲイト スパイラルカオス（リリ）
- コープスパーティー Book of Shadows（中嶋直美）
- 紅魔城伝説II 妖幻の鎮魂歌（博麗霊夢）
- 水月 弐（大石桃子）
- セブンスドラゴン2020（キャラメイクボイス、チェロン）
- 超次元ゲイム ネプテューヌmk2（ベール / グリーンハート）
- 次の犠牲者をオシラセシマス（皇木薫）
- つくものがたり（遠野朔美）
- テイルズ オブ エクシリア（プレザ）
- とある科学の超電磁砲（御坂美琴）
- とある魔術の禁書目録（御坂美琴）
- トイ・ウォーズ（彩川鳴実、ナルミ一号機C）
- ToHeart2 ダンジョントラベラーズ（草壁優季）
- ToHeart2 DX PLUS（草壁優季）
- 花と乙女に祝福を -春風の贈り物- portable（朝霧七緒）
- My sweet ウマドンナ 〜僕は君のウマ〜（夢路寿）
- メルルのアトリエ 〜アーランドの錬金術士3〜（エスティ・エアハルト）
- ロウきゅーぶ!（羽多野冬子）

2012年
- @field（リーナ）
- 英雄伝説 零の軌跡 Evolution（リーシャ・マオ）
- ガールフレンド（仮）（2012年 - 2024年、櫻井明音）
- 拡散性ミリオンアーサー（アーサー -技巧の場-、リオネス、エスティ、ベール）
- 神次元ゲイム ネプテューヌV（ベール / グリーンハート）
- 機動戦士ガンダムSEED BATTLE DESTINY（ミューディー・ホルクロフト）
- 恋してアニ研（秋月ほのか）
- コープスパーティー -THE ANTHOLOGY- サチコの恋愛遊戯♥Hysteric Birthday 2U（中嶋直美）
- 喋る! 海賊ファンタジア（幻想奇術師マルティナ）
- テイルズ オブ エクシリア2（プレザ）
- ハートフルシミュレーター PACHISLOT ToHeart2（草壁優季）
- My sweet ウマドンナ2 〜ウマすぐ Kiss Me〜（夢路寿）
- マジてん 〜マジで天使を作ってみた〜（元気タイプ）
- 嫁コレ（2012年 - 2013年、御坂美琴、南春香）
- ルートダブル -Before Crime * After Days-（橘風見）
- 舞華蒼魔鏡（博麗霊夢）

2013年
- ガールズ×マジック（椎名瑛里）
- 解放少女 SIN（安之雲ミブリ）
- 神次元アイドル ネプテューヌPP（ベール / グリーンハート）
- 月英学園 -kou-（麻生明）
- 神撃のバハムート（ルチル）
- 新星のグランドユニオン（エルフリーデ）
- セブンスドラゴン2020-II（キャラメイクボイス、チェロン）
- 蒼穹のスカイガレオン（セラフィーナ・リンドホルム）
- 超次次元ゲイム ネプテューヌRe;Birth1（ベール / グリーンハート）
- ティアーズ・トゥ・ティアラII 覇王の末裔（エリッサ）
- テイルズ オブ ハーツ R（サンゴ・コラーロ、ドナ・メテオライト）
- とある魔術と科学の群奏活劇（御坂美琴）
- Princess Arthur（ギネヴィア）
- プレイステーション オールスター・バトルロイヤル（チャル）
- MIND≒0（千景紗菜）
- メルルのアトリエ Plus 〜アーランドの錬金術士3〜（エスティ・エアハルト）
- ラブ☆トレ 〜Bitter〜（藤咲佐子）
- LORD of VERMILION III（ディード）
- ONE PIECE ワンピートレジャーワールド（ベビー5）

2014年
- アイドルマスターシリーズ（2014年 - 2022年、千川ちひろ） - 5作品
- VANITY of VANITIES（任盈盈）
- 英雄伝説 閃の軌跡 II（リーシャ・マオ）
- 俺の屍を越えてゆけ2（万珠院紅子、芭蕉天嵐子、おぼろ夢子、片羽ノお業、一族の遺言の一つ）
- 神次次元ゲイム ネプテューヌRe;Birth3 V CENTURY（ベール / グリーンハート）
- かんぱに☆ガールズ（ローズ・ル・ヴァリエ、ルカ）
- 禁忌のマグナ（ルクス）
- クイズマジックアカデミー 天の学舎（ユウ、サツキ先生）
- コープスパーティー BLOOD DRIVE（中嶋直美）
- SILENT SCOPE BONE-EATER（レイラ・ハギツギ）
- 城姫クエスト（赤穂城）
- 白猫プロジェクト（ミオ零式）
- 超ヒロイン戦記（ノエル＝風祭）
- スカイ・ロア（アンジェリーナ、活発で勇敢な女海賊）
- 超次元アクション ネプテューヌU（ベール / グリーンハート）
- 超次次元ゲイム ネプテューヌRe;Birth2 SISTERS GENERATION（ベール / グリーンハート）
- 超女神信仰 ノワール 激神ブラックハート（ベール / グリーンハート）
- 電撃文庫 FIGHTING CLIMAX / IGNITION（2014年 - 2015年、御坂美琴） - 2作品
- ToHeartハートフルパーティ（草壁優季）
- 猫さばいばー!（仲、羽花）
- ハマトラ Look at Smoking World（D）
- ファントム オブ キル（2015年 - 2016年、アルテミス、アスクレピオス）
- 魔装詠唱バトルスター（里見椎奈）
- 魔法少女大戦 ZANBATSU（メイプル）
- ONE PIECE 超グランドバトル! X（ベビー5）
- WAS〜レピドプテラの砂時計〜（2014年、リン/ユリア）

2015年
- あんさんぶるガールズ!（堀田さあや）
- オルタンシア・サーガ -蒼の騎士団-
- ガールフレンド（♪）（櫻井明音）
- ガールフレンド（仮） きみと過ごす夏休み（櫻井明音）
- 乖離性ミリオンアーサー（アーサー 技巧の場、ゴルネマント、ナージェジタ、リオネス）
- クイズマジックアカデミー 暁の鐘（ユウ）
- グランブルーファンタジー（2015年 - 2025年、エッセル、ネギ・スプリングフィールド ）
- 激次元タッグ ブラン+ネプテューヌVSゾンビ軍団（ベール）
- コープスパーティー ブラッドカバー リピーティッドフィアー 3DS版（中嶋直美）
- 咲-Saki- 全国編（臼沢塞）
- 城姫クエスト（小牧山城）
- 新次元ゲイム ネプテューヌVII（ベール / グリーンハート / ネクストグリーン）
- スーパーロボット大戦BX（ナトーラ・エイナス）
- ゼノブレイドクロス（アバターボイス〈ツンデレ〉）
- セブンスドラゴンIII code:VFD（キャラメイクボイス）
- 戦国姫譚MURAMASA-雅-（松永久秀、大友宗麟、茶々）
- 大図書館の羊飼い -Library Party-（芹沢水結）
- ドラゴンクエストVIII 空と海と大地と呪われし姫君（ユリマ）
- テイルズ オブ リンク（プレザ、ベルベット・クラウ）
- ひぐらしのなく頃に粋（佐伯千紗登）
- ひめため! 〜騎士団のお宝探索記〜（ラピス姫）
- ブレイブソード×ブレイズソウル（グラーシーザ）
- プリンセスコネクト!（太刀洗流夏）
- ポップアップストーリー 魔法の本と聖樹の学園（クリス・ベルナル）
- ポポロクロイス牧場物語（パルメラ）
- LINE ウィンドソウル（スカーレット）
- リリーと魔神の物語（ダーシェンカ・イサヤマ）

2016年
- ISLAND（御原玖音）
- AKIBA'S BEAT（東条マリ）
- BLAZBLUE CENTRAL FICTION（チビラグナ、タカマガハラシステムC）
- あんさんぶるガールズ!!（堀田さあや）
- アンジュ・ヴィエルジュ〜ガールズバトル〜（ベール/グリーンハート/ネクストグリーン）
- 一血卍傑-ONLINE-（カグヤヒメ）
- カードファイト!! ヴァンガードG ストライド トゥ ビクトリー!!（水城ユキノ）
- ガンダムブレイカー3（ハル）
- 式神物語〜中二病JK、世界を救う〜（白百合）
- シノビナイトメア（シズカ）
- セブンナイツ（カリン）
- テイルズ オブ アスタリア（ベルベット・クラウ、プレザ）
- テイルズ オブ ベルセリア（ベルベット・クラウ）
- テイルズ オブ リンク（ベルベット・クラウ）
- トライリンク 光の女神と七魔獣（女神アウレーア、イクル）
- ファイナルファンタジーXIV（ジャ・ルマレ）
- ファンタシースターオンライン2（マザー、女性追加ボイス126・139、男性追加ボイス94）
- ペルソナ5（新島真）

2017年
- アナザーエデン 時空を超える猫（エイミ）
- キャプテン翼 〜たたかえドリームチーム〜（青葉弥生）
- グリモアA〜私立グリモワール魔法学園〜（御坂美琴）
- コード・オブ・ジョーカー EDGE（クロエ・ノーチェス）
- 新次元ゲイム ネプテューヌ VII R（ベール / グリーンハート）
- チェインクロニクル3（2017年 - 2018年、怪盗団の作戦参謀 クイーン、御坂美琴）
- テイルズ オブ ザ レイズ（ベルベット・クラウ）
- ファンタシースターオンライン2 es（2017年 - 2018年、クオツリトス、バイオグリオン、セイガーランチャー）
- フェアリーズエフェクト（キャサリン）
- 結城友奈は勇者である 花結いのきらめき（2017年 - 2021年、女性神官〈安芸先生〉、御坂美琴）
- 四女神オンライン CYBER DIMENSION NEPTUNE（ベール、グリーンハート）
- レイヤードストーリーズ ゼロ（ラザロ、ニーズヘッグ、プリトゥ、サリエル）

2018年
- ORDINAL STRATA -オーディナル ストラータ-（エイリーン）
- アズールレーン（カリフォルニア、テネシー、ベール、グリーンハート）
- 銀魂乱舞（百地乱破）
- スーパーロボット大戦X-Ω（御坂美琴）
- 電脳戦機バーチャロン×とある魔術の禁書目録 とある魔術の電脳戦機（御坂美琴）
- プリンセスコネクト！Re:Dive（2018年 - 2024年、ルカ / 太刀洗流夏）
- ワンダーグラビティ 〜ピノと重力使い〜（ノンカ）
- ヴァルキリーアナトミア -ジ・オリジン-（ベルベット・クラウ）
- ペルソナ5 ダンシング・スターナイト（新島真）
- OVERHIT（フランチェスカ）
- 電撃文庫：CROSSING VOID（御坂美琴） - 海外向けアプリゲーム
- 閃の軌跡IV -THE END OF SAGA-（フィオナ・クレイグ）
- ファンタジーアース ジェネシス（アストライア）
- ネギマテ UQ HOLDER! 〜魔法先生ネギま!2〜（ネギ・スプリングフィールド / ネギ・ヨルダ）
- ドラガリアロスト（シノア、イハンナ）
- ペルソナQ2 ニュー シネマ ラビリンス（新島真）
- ドールズフロントライン（AK-47、アンジェリア、アデリン)
- モンスターストライク（2018年 - 2025年、火野レイ / セーラーマーズ、御坂美琴、新島真)
- ぷよぷよ!!クエスト（2018年 - 2021年、新島真、セーラーマーズ / スーパーセーラーマーズ / エターナルセーラーマーズ）
- 勇者ネプテューヌ 世界よ宇宙よ刮目せよ!! アルティメットRPG宣言!!（ベール）
- JUDGE EYES:死神の遺言（松岡七海）

2019年
- メガミラクルフォース（2019年 - 2020年、ベール、ベルシー、リーシャ・マオ）
- RELEASE THE SPYCE secret fragrance（刑部冴魅）
- キャサリン・フルボディ（キャサリン〈憧れのお姉さん〉、クイーン / 新島真） - DLC追加キャラクター
- 47 HEROINES（大洲紀子）
- ファンタジーアース ゼロ（かわいい男の子I、気高い少女I）
- ブラウンダスト（2019年 - 2021年、リリアン、リーシャ）
- 共闘ことばRPG コトダマン（2019年 - 2020年、オルフェウス、ングライズ、ロウ夜雨、クイーン / 新島真）
- 大乱闘スマッシュブラザーズ SPECIAL（クイーン / 新島真）
- 逆転オセロニア（コノエ）
- Fate/Grand Order（2019年 - 2020年、ラクシュミー・バーイー）
- PUBG MOBILE（ボイスカードA・B）
- とある魔術の禁書目録 幻想収束（御坂美琴）
- クイズRPG 魔法使いと黒猫のウィズ（御坂美琴）
- 機動都市X（ニン）
- 蒼天のスカイガレオン（セラフィーナ・リンドホルム）
- クラッシュフィーバー（御坂美琴）
- 姫麻雀（アンジェリーナ、女将）
- ポケモンマスターズ / EX（2019年 - 2025年、フウロ）
- アークオーダー（雪女）
- Dusk Diver 酉閃町（ヤン・ユモ）
- 社長、バトルの時間です!（2019年 - 2020年、サフィー・リンテ、御坂美琴）
- ペルソナ5 ザ・ロイヤル（新島真）
- エピックセブン（ユナ）
- 星鳴エコーズ（朱藤すずめ）
- クリスタル オブ リユニオン（2019年 - 2021年、ガウェイン、ベルベット・クラウ）

2020年
- 痛いのは嫌なので防御力に極振りしたいと思います。〜らいんうぉーず！〜（ミィ）
- アークナイツ（2020年 - 2021年、スカジ、ヴァルカン、濁心スカジ）
- 刀使ノ巫女 刻みし一閃の燈火（御坂美琴）
- ロストディケイド（テレサ）
- きららファンタジア（町子リョウ）
- ペルソナ5 スクランブル ザ・ファントム ストライカーズ（クイーン / 新島真）
- ユニゾンリーグ（御坂美琴）
- キングダムオブヒーロー（ジャフラ）
- ファイアーエムブレム ヒーローズ（トール）
- 天華百剣 -斬-（御坂美琴）
- ブイブイブイテューヌ（ベール）
- レッド:プライドオブエデン（クイン）
- 非人類学園 Extraordinary Ones（御坂美琴）
- テイルズ オブ クレストリア（ベルベット・クラウ）
- ステラクロニクル（冥）
- ベリード・スターズ（吉田玲奈）
- メイプルストーリー（アデル）
- 英雄伝説 創の軌跡（リーシャ・マオ）
- キャプテン翼 RISE OF NEW CHAMPIONS（大空奈津子、大川学）
- 甲鉄城のカバネリ -乱- 夜明けの舞花（翠）
- ビルシャナ戦姫 〜源平飛花夢想〜（平徳子）
- 浮島物語 Aspida Story〜最強刻印士になるストーリー（カエサル、ジョアン）
- ファイナルギア -重装戦姫-（ベルナデット）
- ワールドウィッチーズ UNITED FRONT（グンドュラ・ラル）
- 三国志名将伝（甄姫）
- Go!Go!5次元GAME ネプテューヌ re★Verse（ベール / グリーンハート）
- ファンタジア・リビルド（2020年 - 2021年、シェニ、リーラ・シャルンホルスト ）
- ジョジョのピタパタポップ（川尻早人）

2021年
- うみねこのなく頃に咲 〜猫箱と夢想の交響曲〜（右代宮縁寿）
- リネージュ2M（アリア）
- モンスターハンターライズ（ヒノエ） - 2作品
- 蒼空ファンタジー（死神・瑠璃、煉獄の魔女）
- 原神（エウルア）
- カウンター・アームズ（T-80、VTP-1 オルカ、サラトガ、一式戦闘機 隼）
- ブラック・サージナイト（瑞鶴）
- 終末のアーカーシャ（蓮華）
- タイムディフェンダーズ（ブライド）
- planetarian -雪圏球-（倉橋里美）
- CHUNITHM PARADISE LOST（シルヴィアス）
- 閃乱忍忍忍者大戦ネプテューヌ -少女達の響艶-（ベール / グリーンハート）
- 英雄伝説 黎の軌跡（銀）
- セブンナイツ2（カリン）
- カウンターサイド（七原千冬）
- ハヴァナクシア（リース）

2022年
- ヴェルヴェット・コード（エセックス、レパルス）
- Dusk Diver 2 崑崙靈動（ヤン・ユモ）
- ワールドフリッパー（アンバッハ）
- ソウルタイド（星見亜砂）
- プリコネ！グランドマスターズ（ルカ）
- 超次元ゲイム ネプテューヌ Sisters vs Sisters（ベール / グリーンハート）
- みんなで早押しクイズ（鳴宮シオン）
- 紅魔城レミリア 緋色の交響曲（博麗霊夢）
- エターナルツリー（イーニド、コォルシィーヌ）
- ジョジョの奇妙な冒険 オールスターバトルR（川尻早人）
- ガーディアンテイルズ（エリナ)
- ドラえもん のび太の牧場物語 大自然の王国とみんなの家（サリー）
- ハーヴェステラ（イスティナ）
- 鋼の錬金術師 MOBILE（クイーン）

2023年
- 勝利の女神:NIKKE（ギルティ）
- ゼノブレイド3（エイ）
- エーテルゲイザー（ポセイドン）
- ブルーアーカイブ -Blue Archive-（2023年 - 2024年、近衛ミナ、御坂美琴）
- 超次元ゲイム ネプテューヌ GameMaker R:Evolution（ベール / グリーンハート）
- アサルトリリィ Last Bullet（御坂美琴）
- レスレリアーナのアトリエ 〜忘れられた錬金術と極夜の解放者〜（2023年 - 2024年、エスティ）
- STAR OCEAN THE SECOND STORY R
- ペルソナ5 タクティカ（新島真）
- 呪術廻戦 ファントムパレード（竜胆サキ）

2024年
- ウマ娘 プリティーダービー（都留岐涼花）
- ファントム オブ キル -オルタナティブ・イミテーション-（アルテミス、アスクレピオス）
- アウタープレーン（ヴェロニカ）
- ゼンレスゾーンゼロ（キング・シーザー）
- けものフレンズ3（白龍）
- ドラゴンクエストIII そして伝説へ…（HD-2D版）（主人公の母）
- ストリノヴァ（フラヴィア）

2025年
- ペルソナ5: The Phantom X（新島真）
- スーパーロボット大戦Y（アニーナ・セルヴァーニア） 

時期不明
- ゲートオブリベリオン（フィズィ・セガン）

### ドラマCD
- アイドルのマネジメントが大変で眠れないCD（有村こずえ）
- アイドルプリテンダー ドラマCD ※チャンピオンREDいちご VOL.36 特別付録（北乃ユイカ[368]）
- アイドルマスター シンデレラガールズ シリーズ（千川ちひろ）
  - THE IDOLM@STER CINDERELLA GIRLS WONDERFUL M@GIC!! SPECIALドラマCD
  - THE IDOLM@STER CINDERELLA GIRLS Cool Summer Vacation![369]
  - THE IDOLM@STER CINDERELLA GIRLS 2ndLIVE PARTY M@GIC!! PARTY M@GIC SPECIAL ドラマCD PARTY TIMEは終わらない[370]
  - THE IDOLM@STER CINDERELLA GIRLS Passion Winter Activity![371]
  - テレビアニメ BD / DVD 第4巻 完全生産限定版特典ドラマCD「Sometimes sweet become bittersweet」[372]
- アオイシロ「青城奇譚」（ナミ）
- 蒼き鋼のアルペジオ（2011年、重巡タカオ[373]）
  - 第24巻ドラマCD付き特装版（2022年）[374]
- あやかし緋扇 シリーズ（唐沢未来）
  - あやかし緋扇 ※コミックス第8巻ドラマCD付き特装版
  - あやかし緋扇 スペシャルドラマCD「シークレット♥デート」※Sho-Comi 2013年8号 - 11号誌上通販
- 一緒にクッキング -ちょっと強気な同級生-[375]
- Vassalord.（ミネア、ハロルド・ウェイン）
- 海の御先（御剣そよぎ）
- ウルトラ怪女子（エレキング）
- S線上のテナ（デュオン）
- エミル・クロニクル・オンライン ドラマCD Vol.1・2（エミル）
- 狼と香辛料「狼と桃の蜂蜜漬け」（クレア）
- ALMIGHTY×10（王ノ宮天）
- 風の王国（劉朱瓔）
- 神様のメモ帳 おしゃれサギ師の末路（相賀沢ちえみ）
- 機動戦士ガンダムNT Blu-ray特典ドラマCD「獅子の帰還」（シンシア・マーセナス[376]）
- 今日、恋をはじめます（日比野つばき）
- 狂乱家族日記（乱崎月香）
- コープスパーティー・ブラッドカバー 第1・2巻（中嶋直美）
- シースルー!?（鷹宮蒼良）※電撃文庫MAGAZINEVol.18付録「豪華声優陣×第17回電撃小説大賞コラボCD」
- 10歳の保健体育（姫武静姫[377]）※小説5巻の特装版に付属のCD。
- しゅらばら!（八木本一大）
- 純真ミラクル100%（木村彩乃〈モクソン〉）
- しるバ.（島牧マキ）
- 少年王女（アレクシア）
- すのはら荘の管理人さん 第2巻特装版収録ドラマCD（春原彩花）
- 青春ラリアット!!（長瀬瑞希）※電撃文庫MAGAZINEVol.18付録「豪華声優陣×第17回電撃小説大賞コラボCD」
- 絶対可憐チルドレン ドラマCD EPS.1st（東野将）
- 断章のグリム ドラマCD ―小人と靴屋―（伊東紫）
- ちとせげっちゅ!!（雛子ちゃん）
- テイルズリング・エクシリア Comic Market 85 Limited（プレザ）
- テイルズリング・エクシリア Comic Market 86 Limited（プレザ）
- DJ＋ドラマCD 「いつでも召喚!サモンナイト4」 Vol.1（リビエル）
- 伝説探偵団
- とある科学の超電磁砲 アーカイブス（御坂美琴）
- とある魔術の禁書目録 アーカイブス1、2、4（御坂美琴）
- とある魔術の禁書目録II ARCHIVES3、4（御坂美琴）
- ToHeart2 アンソロジードラマCD（草壁優季）
- ドラマCD DOGS/BULLETS&CARNAGE（リリィ&イアン〈少年期〉）
- ナイトウィザード ファンブックシリーズ（赤羽くれは、天乃杏）
  - ナイトウィザード ファンブック 「パワー・オブ・ラブ」付属CDボイスドラマ「愚者の楽園」
  - ナイトウィザード ファンブック 「リーチ・フォー・ザ・スターズ」付属CDボイスドラマ「最果ての数式」
  - ナイトウィザード ファンブック 「オペレーション・ケイオス」付属CDボイスドラマ「蘇りし友、来たり」
  - ナイトウィザード ファンブック 「スターダスト・ティアーズ」付属CDボイスドラマ「新約・星を継ぐ者〜篝〜」
  - ナイトウィザード ファンブック 「ブルーム・メイデン」付属CDボイスドラマ「シュヴェルトライテの槍」
  - ナイトウィザード ファンブック 「エンド・オブ・エタニティ」付属CDボイスドラマ「タイム・トゥ・セイ・グッバイ」
  - ナイトウィザード ファンブック 「ファイナルカウントダウン」付属CDボイスドラマ「それは少し前にあった未来」
  - ナイトウィザード ファンブック 「アルティメットエネミー」付属CDボイスドラマ「刻印のウィザード」
- 夏目友人帳（多軌透）
- 虹色の王子様 ドラマCD 第1巻（藤島春菜）
- 「ハヤテのごとく!」キャラクターCD（オルムズト・ナジャ）
- バンブーブレード ドラマCD 紅盤 / 白盤（東聡莉）※白盤はキャラクターソング「NO LOSER」収録
- beatmania IIDX spin-off drama ROOTS26S[suite] Vol.1（北見エリカ）
- H+P -ひめぱら-（レイシア）
- -ヒトガタナ-（源楓）
- フェアリーテイル・クロニクル 〜空気読まない異世界ライフ〜10.5 ドラマCDブックレット（藤堂春菜）
- ヘルズキッチン（秋山エレ）
- PERSONA5 THE NIGHT BREAKERS（新島真）
- 星くず英雄伝（アニー・カーマイン[378]）
- マーベラス・ツインズ（荷露）
- 待たないで（「雪降る歌2〜恋する君の冬物語〜」 2007年11月30日）
- 魔法先生ネギま! シリーズ（ネギ・スプリングフィールド）
  - 魔法先生ネギま! ドラマCD Vol.1 - 3
  - ネギま! ドラマCD Vol.1 - 2 バラエティドラマCD Vol.1 - 2
  - 魔法先生ネギま! 〜白き翼 ALA ALBA〜言っておきたい事がある!
  - 魔法先生ネギま! 〜もうひとつの世界〜 さらば愛しき赤き翼
  - 魔法少女ユエ 思い出のひととき
- マリア様がみてる シリーズ（武嶋蔦子 他）
- まほうつかいの箱スターリット・マーマレード（桂木千鳥）
- まほうつかいの箱 スターリット・マーマレード Vol.2（桂木千鳥）
- 集英社ドラマCDシリーズ
- 身代わり伯爵の結婚（シルフレイア・ユリエル・コンフィールド）
- みなみけ ドラマCDシリーズ（南春香）
  - みなみけ
  - みなみけ〜おかわり〜
  - みなみけ おかえり
  - みなみけ ただいま
- 闇のパープル・アイ -慎也と小田切篇-（尾崎倫子[379]）
- 烈風の騎士姫（ノワール）
- ロウきゅーぶ!いんたーばる1（羽多野冬子）
- YRAラジオヤマト Vol.2（原田真琴）
- 楠芽吹は勇者である Vol.2（2018年、安芸先生[380]）

### デジタルコミック
- マップス ネクストシート（2007年、ミュズ）
- フェンリル母さんとあったかご飯＠COMIC（2020年、リーダ[381]）
- 300年引きこもり、作り続けてしまった骨董品《魔導具》が、軒並みチート級の魔導具だった件（2022年、メイ[382]）
- 暗号学園のいろは（2023年、いろは坂いろは[383]）

### オーディオドラマ
- バツイチもいい男の条件ですか? オーディオシネマ（2015年、葉月ほたる[384]）
- ありふれた職業で世界最強 ボイスドラマ（2022年、ノイント）

### 吹き替え

#### 映画
- ウトヤ島、7月22日（カヤ〈アンドレア・バーンツェン〉）
- 死霊のはらわた（オリビア）
- ゾーイの秘密アプリ（レイチェル・トッズ）
- ダーク・ウォーター
- ダブル・ミッション（ファレン）
- ドラゴンロード（サウライ[385]）※新録版
- バーフバリ 伝説誕生（アヴァンティカ〈タマンナー・バティア〉[386]）
- ブレイド・マスター（妙彤〈リウ・シーシー〉）
- ミスト（ビリー・ドレイトン）

#### ドラマ
- カイルXY（アマンダ・ブルーム[31]）
- イタズラなKiss2（佐川好美）
- 輝くか、狂うか（シンユル〈オ・ヨンソ〉）
- CSI:マイアミ2（第6話）
- CSI:3 科学捜査班（第16話〈トラメル〉）
- CSI:4 科学捜査班（第18話）
- CSI:9 科学捜査班（第16話〈ブリトー〉）
- NIKITA / ニキータ（第7話〈サラ〉）
- ハッピーエンディング（キム・ウナ）
- 花より男子〜Boys Over Flowers（松岡優紀〈キム・ソウン〉[31]）
- 蘭陵王（鄭児〈ニキータ・マオ〉）

#### アニメ
- ターザン（ジェーン〈スペンサー・ロック〉）
- チャギントンシリーズ（ブルースター[31][387]）
  - チャギントン
  - チャギントン サンデー
  - チャギントン バッジクエスト

### アプリ
- キャラこんパレット しゃべってキャラ（御坂美琴）
- とある美琴の目覚時計（iPhone / Android）
- とある美琴と黒子の目覚時計（iPhone / Android）
- コンビニ情報声優ナビプラス!!（iPhone / Android）
- イヴの時間 act0X（iPhone）（ナギ）
- まいにちコンパイルハート（ベール[388] / グリーンハート）

### PV・CM
- アマガミSSエンディングテーマ「きっと明日は…」CM（棚町薫）
- 魔法先生ネギま!シリーズ
  - 講談社 週刊少年マガジン 2005年6月度
  - ドワンゴ アニメロミックス
  - 週刊少年マガジン 魔法先生ネギま!（2006年10月 - ）
  - 「魔法先生ネギま! 麻帆良学園 大麻帆良祭」CM（顔出し出演）
- 拡散性ミリオンアーサー
- AnimeJapan 2015（ナレーション[389]）
- カドカワBOOKS 世界最強の後衛〜迷宮国の新人探索者〜 TVCM[390]
- 男子高校生を養いたいお姉さんの話 PV（2018年、お姉さん）

### ビデオ
- 魔法先生ネギま!シリーズ
  - 入学式
  - 2－A1学期終業式
  - 2－A2学期終業式
  - 2－A3学期終業式
  - 大麻帆良祭
  - 3－A1学期始業式
  - 3－A2学期始業式
  - 日曜参観『音楽の授業』
  - Magical X'mas
  - Princess Festival
- 宝探し 探偵学園エデン 〜怪盗アビルからの挑戦〜（2014年、ナレーション）

### テレビ番組
- gammyの必萌仕事人（第11回ゲスト）
- ☆やっぱり!☆ アニソン大好き!!〜歌姫からの夢の贈り物〜（サンテレビ、2007年10月）
- アニメTV（ゲスト）
- 番宣部長（AT-X、フィラー番組、2009年10月度MC）
- 年忘れ番宣部長SP〜 今宵、私は宴会部長2009（AT-X） - 2009年12月20日、ゲスト
- つれゲー（PigooHD・エンタ!371、2010年12月18日 - 2011年2月20日）
- アイドルマスター シンデレラガールズ（放送直前特番）「お正月だよシンデレラガールズ！」（TOKYO MX 他、2015年1月2日、ナレーション〈千川ちひろ〉）
- 天才てれびくんYOU（NHK Eテレ、まにーごーるど）
- 報道ステーション（テレビ朝日、2020年3月31日 - 、ナレーター）[391]

### ラジオ
※はインターネット配信。
- ラジオどっとあい 佐藤利奈のキャッスルハッスル!（2004年、BBQR※）
- 佐藤利奈のあの空で逢えたら（2004年 - 2007年、音泉※・アニメイトTV※）
- 麻帆良学園中等部2-A・ヒミツの放課後（2005年 - 2006年、スタチャインターネットラジオ※）
- 佐藤利奈の峠のラジオ（2005年 - 2007年、TE-A room※）
- 麻帆良学園中等部2-A・ヒミツの放課後 Part2 1学期（2006年、スタチャインターネットラジオ※）
- 真名&うっちぃの ギガンティック☆4U（2007年、ランティスウェブラジオ※）
- 佐藤利奈のあの空で逢いましょう♪F（2007年 - 2014年、音泉※・アニメイトTV※）[31]
- みなみけのみなきけ（2007年 - 2008年、アニメイトTV※）
- 伝説探偵団（2007年 - 2008年、ラジオ関西・公式ホームページ※）
- 進め!狂乱電波日記（2008年、文化放送・超!A&G+※）
- とある“ラジオ”の禁書目録（2008年 - 2009年、『とある魔術の禁書目録』アニメ公式サイト内※）
- 明日のよいちらじを!（2008年 - 2009年、ランティスウェブラジオ※・音泉※）
- 超!A&G+年越しスペシャル 4時間生でモゥ大変!2009（2008年 - 2009年、超!A&G+※）
- みなきけ おかえり（2009年、アニメイトTV※）
- ミナトタワー放送局[392]（2009年、アニメイトTV※）
- ぱすてるチャイム Continue 〜冒険者を目指すらじお〜（2010年 - 2011年、音泉※）
- とある“ラジオ”の禁書目録II（2010年 - 2011年、HiBiKi Radio Station※）
- ケータイ少女〜replay〜（2011年 - 2012年、HiBiKi Radio Station※・音泉※）
- みなみけのみなきけ おさらい（2012年、アニメイトTV※・東海ラジオ・KBS京都・RKBラジオ）
- 劇場版 とあるラジオの禁書目録（2012年 - 2013年、HiBiKi Radio Station※）
- みなみけのみなきけ ただいま（2013年、アニメイトTV※・東海ラジオ・KBS京都・RKBラジオ）
- とあるラジオの超電磁砲S（2013年、音泉※・HiBiKi Radio Station※）[393]
- バディコン・カップリングRADIO（2014年、funラジオ※）[394]
- 僕らはみんな河合荘 〜ラジオもみんな河合荘〜（2014年、HiBiKi Radio Station※・ランティスウェブラジオ※）
- ラジオ コープスパーティー season 5（2015年、音泉※）[395]
- ガルフレ♪ラジオ「明音と文緒の聖櫻学園放送室♪」（2015年 - 、HiBiKi Radio Station※）[396]
- テイフェスラジオ2017（2017年、アニメイトタイムズ※）[397]
- PERSONA5 the Animation Radio“カイトーク！”（2018年、アニメイトタイムズ※）
- とあるラジオの禁書目録III（2018年 - 2019年、音泉※・アニメBlu-ray&DVD封入特典CD）[398]
- とあるラジオの超電磁砲T（2019年 - 2020年、音泉※）[399]

### インターネットテレビ
- TVアニメ幸腹グラフィティPRESENTS ムネやけ（HiBiKi Radio Station：2014年12月26日 - 2015年4月3日）[400]
- ロード オブ ヴァーミリオンRe:3新情報たっぷりお届け！LoV超特番 【ゲスト：小林ゆう、佐藤利奈】（ニコニコ生放送、SQUARE ENIX CHANNEL：2015年10月30日）
- デリバリーゲーム・コーポレーション（Amazonプライム・ビデオにて「テイルズ オブ ベルセリア」の紹介番組を配信）全3回

### DJCD
- ラジオCD 佐藤利奈のあの空で逢えたら Vol.1、2
- ラジオCD「立ち上がれ!僕らのヴァンガード」Vol.14（録りおろし特別版ゲスト）[401]
- DJCD「テイルズリング・エクシリア」 第1巻（特別編ゲスト）
- DJCD マリア様がみてる
  - "La Vierge Marie Vous Regarde" 1、3巻
  - 〜Winter Special 2007〜
- みなみけDJCD「みなみけのみなきけ」
  - Vol.1（2008年3月26日）
  - Vol.2（2008年5月21日）
  - SP1（2008年6月25日）
- みなみけDJCD「みなみけのみなきけおかえり」
  - Vol.1（2009年5月27日）
  - Vol.2（2009年7月23日）
  - Vol.3（2009年8月26日）
- みなみけDJCD「みなみけのみなきけ ただいま」Vol.1（2013年4月24日）
- ラジオCD『ぱすてるチャイム Continue 冒険者を目指すらじお 〜新大陸コミックラッシュ編〜』 月刊コミックラッシュ 2011年2月号付録
- ゆきんこ・りえしょんのいちごまみれだよ〜 ラジオCD 3カゴめ（2015年）[402]※録りおろしゲスト

### 映像商品
- 「ブレイブウィッチーズ」エンディング・テーマ コレクション DVD付き限定盤（2016年）[403]※キャスト対談

### ライブ・コンサート
- 魔法先生ネギま!大麻帆良祭（2005年12月10日、千葉・幕張メッセ）
- 俳協 45th ANNIVERSARY『Party Live!』（2006年2月11日・12日、東京・九段会館）
- ネギま!? Princess Festival（2007年3月3日、神奈川・パシフィコ横浜）
- STARCHILD DREAM in KOBE 2007（2007年9月22日：『みなみけ』として）
- みなみけ!5の2!歌祭りだょ!放課後大爆発!!（2009年2月1日、神奈川・横浜BLITZ）
- STARCHILD FESTIVAL 2009（2009年4月12日：『みなみけ おかえり』として）

### パチンコ・パチスロ
2000年代
- がんばれ満月姫!（2009年、スーパー満月姫）

2010年代
- 真田純勇士すぺしゃる（2012年、霧隠才蔵）
- クレアの秘宝伝〜はじまりの扉と太陽の石〜（2012年、シャロン）
- ケータイ少女（2013年、山田綾乃）
- パチスロ あしたのジョー2（2013年、林紀子）
- 鬼の城（メーシー）（2013年、桃姫）
- ゲゲゲの鬼太郎〜ブラック鬼太郎の野望〜（2014年、鬼太郎）
- CR銀河乙女（2014年、エスペラント外務大臣・夏目カレン）
- 3×3 EYES 大帰滅への道（2016年、綾小路葉子）
- クレアの秘宝伝〜眠りの塔とめざめの石〜（2016年、シャロン）
- パチスロ ガールフレンド（仮）〜聖櫻学園メモリアル〜（2017年、櫻井明音）
- CR魔法先生ネギま!（2017年、ネギ・スプリングフィールド）
- クレアの秘宝伝 女神の夢と魔法の遺跡（2018年、シャロン）
- Pガールフレンド（仮）（2021年、櫻井明音）

### その他コンテンツ
- 魔法先生ネギま! FUN DISC 〜麻帆良祭〜（ネギ・スプリングフィールド）
- インターネットTV あっ!と驚く放送局 ガンホーアワー内A3ナイツクラブ（パーソナリティ）
- レンジで楽チン（店頭CM）[31]
- 2004年度声優グランプリ5、9、10、11月号
- 魔法先生ネギま! 15巻限定版クラスメート名簿&作者イラスト
- 春休みシネマスペシャル「パコと魔法の絵本」（ナレーション）
- しまじろう ヘソカ「はっけん たいけん だいすき! しまじろう」（ナレーション）2010年4月5日 -
- ザ・ドキュメンタリー「ミドリムシで空を飛ぶ」（ナレーション）2011年1月22日
- モンスタードラゴン（ナビゲーター）
- Clarion(クラリオン)カーナビゲーション誘導音声：福岡編（2014年、小倉亜希子）
- ているず おぶ 屋形船（2018年、ベルベット・クラウ）
- 神角技巧と11人の破壊者【電撃文庫朗読してみた】（2021年、朗読[407]）
- 娘じゃなくて私が好きなの!?【電撃文庫朗読してみた】（2021年、朗読[408]）
- ダークエルフの森となれ -現代転生戦争-【電撃文庫朗読してみた】（2021年、朗読[409]）
- Clock over ORQUESTA（2021年 - 、九重九日（少年）[410]）

## ディスコグラフィ

### シングル
| 発売日         | タイトル           | 備考               | 品番      |
| -------------- | ------------------ | ------------------ | --------- |
| 2005年8月12日  | Memories of Summer | アニメイト限定     | SP-0001   |
| 2005年12月22日 | まっ白な気持ち     | マキシシングル+DVD | FCCV-0008 |
| 2006年7月28日  | ひまわりデイズ☆    |                    | RINA-0003 |

### アルバム

#### オリジナルアルバム
| 発売日        | タイトル  | 品番      |
| ------------- | --------- | --------- |
| 2006年4月21日 | Sugar Sky | FCCV-0011 |

#### ミニアルバム
| 発売日        | タイトル     | 品番      |
| ------------- | ------------ | --------- |
| 2005年3月25日 | 空色のリボン | FCCV-0007 |
| 2007年4月13日 | twin moon    | SDCR-0010 |

### 参加作品
- 雪降る歌〜scene:X'mas（2006年11月22日）
  - ちいさなやくそく
  - The blessing bell
- ナツウタ〜夏のある日の歌日記〜（2007年6月29日）
  - オモイデノソラ
- 雪降る歌2〜恋する君の冬物語〜（2007年11月30日）
  - 聖なる夜に
  - 待たないで
  - Winter coming
- ナツウタ2〜きみと奏でる愛の歌〜（2008年6月27日）
  - ゆめびと
  - 僕の夏休み

### キャラクターソング
| 発売日   | 商品名 | 歌 | 楽曲 | 備考                                                                     |
| 2004年   | 2004年 | 2004年 | 2004年 | 2004年                                                                   |
| -------- | --- | --- | --- | ------------------------------------------------------------------------ |
| 4月28日  | 魔法先生ネギま！ 麻帆良学園中等部2-A：一学期                                                                             | ネギ・スプリングフィールド（佐藤利奈） | 「wish upon a star」 | アニメ『魔法先生ネギま！』関連曲                                         |
| 8月25日  | 魔法先生ネギま！ 麻帆良学園中等部2-A：二学期                                                                             | まほらコーラス部 with ネギ・スプリングフィールド（佐藤利奈） | 「放課後ア☆ライブ」 | アニメ『魔法先生ネギま！』関連曲                                         |
| 12月22日 | 魔法先生ネギま！ 麻帆良学園中等部2-A：三学期                                                                             | ネギ・スプリングフィールド（佐藤利奈） | 「ひとりじゃないから」 | アニメ『魔法先生ネギま！』関連曲                                         |
| 12月22日 | ToHeart2 オリジナル・サウンドトラック                                                                                    | 草壁優季（佐藤利奈） | 「星の歌」 | ゲーム『ToHeart2』関連曲                                                 |
| 2005年   | | | |                                                                          |
| 1月20日  | PS2用ソフト『魔法先生ネギま！一時間目 お子ちゃま先生は魔法使い』特典CD                                                   | ネギ・スプリングフィールド（佐藤利奈） | 「オシエテ恋のidiom」 | ゲーム『魔法先生ネギま！一時間目 お子ちゃま先生は魔法使い』主題歌        |
| 6月22日  | ハッピー☆マテリアル Now and Oldies version                                                                               | メルディアナ合唱団 | 「ハッピー☆マテリアル Now and Oldies version」 | アニメ『魔法先生ネギま！』関連曲                                         |
| 7月28日  | PS2用ソフト『魔法先生ネギま！二時間目 戦う乙女たち！麻帆良大運動会SP!』特典CD                                            | 神楽坂明日菜（神田朱未）&ネギ・スプリングフィールド（佐藤利奈） | 「魔法じかけは恋のライバル」 | ゲーム『魔法先生ネギま！二時間目 戦う乙女たち！麻帆良大運動会SP!』主題歌 |
| 11月23日 | ToHeart2 CharacterSongs                                                                                                  | 草壁優季（佐藤利奈） | 「真夜中の学校で」 | ゲーム『ToHeart2』関連曲                                                 |
| 12月22日 | びんちょうタン キャラクターCD Vol.2 ちくタンamp;れんタン                                                                 | れんタン（佐藤利奈） | 「金の月 銀の星」 | アニメ『びんちょうタン』関連曲                                           |
| 2006年   | | | |                                                                          |
| 3月29日  | 魔法先生ネギま！ 大麻帆良祭 ライブCD                                                                                     | 神楽坂明日菜（神田朱未） & ネギ・スプリングフィールド（佐藤利奈） | 「魔法じかけは恋のライバル ライブバージョン」 | アニメ『魔法先生ネギま！』関連曲                                         |
| 3月29日  | 魔法先生ネギま！ 大麻帆良祭 ライブCD                                                                                     | ネギ・スプリングフィールド（佐藤利奈） | 「一人じゃないから ライブバージョン」 「オシエテ恋のidiom ライブバージョン」 「放課後 ア☆ライブ ライブバージョン」 「wish upon a star ライブバージョン」 | アニメ『魔法先生ネギま！』関連曲                                         |
| 3月29日  | 魔法先生ネギま！ 大麻帆良祭 ライブCD                                                                                     | 麻帆良学園中等部2-A＋ネギ・スプリングフィールド（佐藤利奈） | 「ハッピー☆マテリアル(メドレー) ライブバージョン」 「ハッピー☆マテリアル(Now and Oldies ver.)」 「輝く君へ ライブバージョン」                            | アニメ『魔法先生ネギま！』関連曲                                         |
| 11月8日  | 1000%SPARKING! | ネギ・スプリングフィールド（佐藤利奈） & 神楽坂明日菜（神田朱未） & 近衛木乃香（野中藍） & 桜咲刹那（小林ゆう） | 「1000%SPARKING!」 | アニメ『ネギま!?』オープニングテーマ                                     |
| 11月8日  | 1000%SPARKING! | ネギ・スプリングフィールド（佐藤利奈） & 神楽坂明日菜（神田朱未） & 近衛木乃香（野中藍） & 桜咲刹那（小林ゆう） | 「A-LY-YA!」 | アニメ『ネギま!?』エンディングテーマ                                     |
| 11月8日  | 1000%SPARKING! | ネギ・スプリングフィールド（佐藤利奈） & 神楽坂明日菜（神田朱未） & 近衛木乃香（野中藍） & 桜咲刹那（小林ゆう） | 「1000%SPARKING!（ぱらぱらみっくす）」 | アニメ『ネギま!?』関連曲                                                 |
| 12月6日  | ネギま!? うたのCD（1）                                                                                                   | ネギ・スプリングフィールド（佐藤利奈） | 「montage〜まだ見ぬ僕へ〜」 「ご存じ!?ぱくてぃ音頭」 | アニメ『ネギま!?』関連曲                                                 |
| 12月6日  | ネギま!? うたのCD（1）                                                                                                   | 宮崎のどか（能登麻美子） & ネギ・スプリングフィールド（佐藤利奈） | 「夕暮れセンシティブ」 | アニメ『ネギま!?』関連曲                                                 |
| 12月6日  | ネギま!? うたのCD（1）                                                                                                   | 神楽坂明日菜（神田朱未） & ネギ・スプリングフィールド（佐藤利奈） | 「Let's Play with your Dream!」 | アニメ『ネギま!?』関連曲                                                 |
| 12月25日 | ネギPon!? | ネギ・スプリングフィールド（佐藤利奈） & 神楽坂明日菜（神田朱未） | 「Happiness Holy day」 | アニメ『ネギま!?』関連曲                                                 |
| 2007年   | | | |                                                                          |
| 1月24日  | ネギま!?1000%BOX | 麻帆良学園中等部3-A+ネギ・スプリングフィールド | 「1000%SPARKING!」 | アニメ『ネギま!?』オープニングテーマ                                     |
| 1月24日  | ネギま!?1000%BOX | 麻帆良学園中等部3-A+ネギ・スプリングフィールド | 「A-LY-YA!」 | アニメ『ネギま!?』エンディングテーマ                                     |
| 1月24日  | ネギま!?1000%BOX | 神楽坂明日菜（神田朱未）、ネギ・スプリングフィールド | 「夢☆みんなで！」 | アニメ『ネギま!?春』オープニングテーマ                                   |
| 1月24日  | ネギま!?1000%BOX | 神楽坂明日菜（神田朱未） & 近衛木乃香（野中藍） & ネギ・スプリングフィールド（佐藤利奈） | 「らぶ☆センセイション」 | アニメ『ネギま!?夏』オープニングテーマ                                   |
| 4月11日  | ネギま!? Sound Collection 〜Cantus II〜                                                                                  | ネギ・スプリングフィールド（佐藤利奈） & アーニャ（斎藤千和） & ネカネ・スプリングフィールド（沢城みゆき） | 「1000%SPARKING!」 | アニメ『ネギま!?』関連曲                                                 |
| 4月11日  | ネギま!? Sound Collection 〜Cantus II〜                                                                                  | 麻帆良学園中等部3-A+ネギ・スプリングフィールド | 「A-LY-YA!（みんな TV size）」 | アニメ『ネギま!?』エンディングテーマ                                     |
| 4月11日  | ネギま!? Sound Collection 〜Cantus II〜                                                                                  | 麻帆良学園中等部3-A+ネギ・スプリングフィールド | 「1000%SPARKING!（みんな TV size）」 | アニメ『ネギま!?』エンディングテーマ                                     |
| 6月13日  | ネギま!? Princess Festival CD                                                                                            | Princess Festival all cast | 「1000%SPARKING!〈Princess Festival ver.〉」 | アニメ『ネギま!?』関連曲                                                 |
| 6月13日  | ネギま!? Princess Festival CD                                                                                            | ネギ・スプリングフィールド（佐藤利奈） | 「montage〜まだ見ぬ僕へ〜〈Princess Festival ver.〉」 | アニメ『ネギま!?』関連曲                                                 |
| 6月13日  | ネギま!? Princess Festival CD                                                                                            | 神楽坂明日菜（神田朱未） & ネギ・スプリングフィールド（佐藤利奈） | 「Let's play with your Dream!〈Princess Festival ver.〉」                                                                                                | アニメ『ネギま!?』関連曲                                                 |
| 6月13日  | ネギま!? Princess Festival CD                                                                                            | 神楽坂明日菜（神田朱未） & ネギ・スプリングフィールド（佐藤利奈） | 「らぶ☆センセイション〈Princess Festival ver.〉」 | アニメ『ネギま!?』関連曲                                                 |
| 6月13日  | ネギま!? Princess Festival CD                                                                                            | Princess Festival all cast | 「A-LY-YA!〈Princess Festival ver.〉」 「ハッピー☆マテリアル〈Princess Festival ver.〉」 「1000%SPARKING!〈Princess Festival ver.〉」                    | アニメ『ネギま!?』関連曲                                                 |
| 6月      | KIRAMEKI☆絶好調！ | ネギ・スプリングフィールド（佐藤利奈）&神楽坂明日菜（神田朱未） & 近衛木乃香（野中藍） & 桜咲刹那（小林ゆう）withネギPon!?オールスターズ | 「KIRAMEKI☆絶好調！」 | アニメ『ネギま!?』関連曲                                                 |
| 8月17日  | らぶ☆センセイション | ネギ・スプリングフィールド（佐藤利奈）&神楽坂明日菜（神田朱未） | 「らぶ☆センセイション〈ネギ&明日菜 ver.〉」 「Let's Play with your Dream!」 「夢☆みんなで！」                                                            | アニメ『ネギま!?』関連曲                                                 |
| 8月22日  | 『神曲奏界ポリフォニカ』キャラクターソングアルバム『Meta-morphose』                                                      | ユギリ・プリネシカ（佐藤利奈） | 「SAVING」 | アニメ『神曲奏界ポリフォニカ』関連曲                                     |
| 9月26日  | ネギま!?ベストアルバム                                                                                                   | ネギ・スプリングフィールド（佐藤利奈）&アーニャ（斎藤千和）&ネカネ・スプリングフィールド（沢城みゆき） | 「1000%SPARKING!」 | アニメ『ネギま!?』関連曲                                                 |
| 9月26日  | ネギま!?ベストアルバム                                                                                                   | 神楽坂明日菜（神田朱未） & 近衛木乃香（野中藍） & ネギ・スプリングフィールド（佐藤利奈） | 「らぶ☆センセイション」 | アニメ『ネギま!?』関連曲                                                 |
| 9月26日  | ネギま!?ベストアルバム                                                                                                   | 麻帆良学園中等部3-A+ネギ・スプリングフィールド | 「Hello Again」 | アニメ『ネギま!?』関連曲                                                 |
| 11月28日 | BAMBOO BEAT/STAR RISE | 川添珠姫（広橋涼）、千葉紀梨乃（豊口めぐみ）、桑原鞘子（小島幸子）、宮崎都（桑島法子）、東聡莉（佐藤利奈） | 「BAMBOO BEAT」 | アニメ『バンブーブレード』オープニングテーマ                             |
| 11月28日 | BAMBOO BEAT/STAR RISE | 川添珠姫（広橋涼）、千葉紀梨乃（豊口めぐみ）、桑原鞘子（小島幸子）、宮崎都（桑島法子）、東聡莉（佐藤利奈） | 「STAR RISE」 | アニメ『バンブーブレード』エンディングテーマ                             |
| 12月26日 | 鉄道むすめ キャラクターソングコレクション Vol.9 大月みーな                                                               | 大月みーな（佐藤利奈） | 「ゆられてミーナ」 「トレインtoトレイン＃大月みーな」 | 『鉄道むすめ』関連曲                                                     |
| 2008年   | | | |                                                                          |
| 4月23日  | みなみけ びより | 南春香（佐藤利奈） | 「ハルアイ」 | アニメ『みなみけ』関連曲                                                 |
| 7月2日   | TVアニメメーション「狂乱家族日記」エンディング主題歌「あっぱれ変化じゃ。」                                               | 乱崎月香（佐藤利奈） | 「あっぱれ変化じゃ。」 「あっぱれ変化じゃ。 SwitchOnPolyMemoryMicroLittlePhattyRemix」                                                                   | アニメ『狂乱家族日記』エンディングテーマ                                 |
| 9月26日  | 乃木坂春香の秘密キャラクターソング（3）天宮椎菜＠佐藤利奈                                                                | 天宮椎菜（佐藤利奈） | 「背中に投げたラブレタァ」 | アニメ『乃木坂春香の秘密』挿入歌                                         |
| 9月26日  | 乃木坂春香の秘密キャラクターソング（3）天宮椎菜＠佐藤利奈                                                                | 天宮椎菜（佐藤利奈） | 「ひとさしゆびクワイエット！feat.天宮椎菜」 | アニメ『乃木坂春香の秘密』関連曲                                         |
| 12月17日 | 春夏秋登場!! | 南春香（佐藤利奈） | 「微笑みは春風のように」 | アニメ『みなみけ おかえり』関連曲                                        |
| 12月17日 | 春夏秋登場!! | 南春香（佐藤利奈）、南夏奈（井上麻里奈）、南千秋（茅原実里） | 「メリクリソング☆」 | アニメ『みなみけ おかえり』関連曲                                        |
| 2009年   | | | |                                                                          |
| 1月21日  | 絶対可憐チルドレン キャラクターCD 8th session 柏木朧 starring 浅野真澄/ザ・ダブルフェイス starring 中尾衣里&佐藤利奈     | ザ・ダブルフェイス starring 中尾衣里&佐藤利奈 | 「フェイスはダブルの歌心」 | アニメ『絶対可憐チルドレン』関連曲                                       |
| 2月25日  | 明日のよいち！ キャラクターソング Vol.1 斑鳩いぶき                                                                       | 斑鳩いぶき（佐藤利奈） | 「今日も明日もご一緒に！」 「名前のない気持ち」 | アニメ『明日のよいち！』関連曲                                           |
| 6月24日  | TVアニメ「神曲奏界ポリフォニカ クリムゾンS」キャラクターソング Vol.3 The Third Movement 「リボンの音符♪/あたたかな調べ」 | ユギリ・ペルセルテ（水樹奈々）、ユギリ・プリネシカ（佐藤利奈） | 「リボンの音符♪」 「あたたかな調べ」 | アニメ『神曲奏界ポリフォニカ クリムゾンS』関連曲                         |
| 7月23日  | みなみけ きゃらくたーそんぐべすとあるばむ                                                                                | ハルカ（佐藤利奈）、マキ（高木礼子）、アツコ（小野涼子） | 「青春グラフィティ」 | アニメ『みなみけ』関連曲                                                 |
| 7月23日  | みなみけ きゃらくたーそんぐべすとあるばむ                                                                                | 南春香（佐藤利奈）、南夏奈（井上麻里奈）、南千秋（茅原実里） | 「春夏秋冬フェスティバル♪」 | アニメ『みなみけ べつばら』オープニングテーマ                            |
| 7月23日  | みなみけ きゃらくたーそんぐべすとあるばむ                                                                                | 南春香（佐藤利奈）、南夏奈（井上麻里奈）、南千秋（茅原実里） | 「ありがとサンキュ」 | アニメ『みなみけ べつばら』エンディングテーマ                            |
| 11月20日 | アマガミ キャラクターソング vol.6 棚町薫「Thanksgiving」                                                                 | 棚町薫（佐藤利奈） | 「Thanksgiving」 「Thanksgiving 〜Classic mode arrange〜」                                                                                               | ゲーム『アマガミ』関連曲                                                 |
| 11月26日 | 乃木坂春香の秘密 ぴゅあれっつぁ♪ あらかると3                                                                             | 天宮椎菜（佐藤利奈） | 「ごめんねLOVE」 | アニメ『乃木坂春香の秘密 ぴゅあれっつぁ♪』関連曲                         |
| 2010年   | | | |                                                                          |
| 3月26日  | とある科学の超電磁砲 アーカイブス1                                                                                       | 御坂美琴（佐藤利奈） | 「超電磁少女Days」 | アニメ『とある科学の超電磁砲』関連曲                                     |
| 7月30日  | とある科学の超電磁砲 アーカイブス3                                                                                       | 御坂美琴（佐藤利奈）&白井黒子（新井里美） | 「ギラギラNow!」 | アニメ『とある科学の超電磁砲』関連曲                                     |
| 8月18日  | きっと明日は… | 棚町薫（佐藤利奈） | 「きっと明日は…」 | アニメ『アマガミSS』エンディングテーマ                                   |
| 8月18日  | きっと明日は… | 棚町薫（佐藤利奈） | 「風に吹かれて」 | アニメ『アマガミSS』関連曲                                               |
| 11月17日 | 魔法先生ネギま！ 〜もうひとつの世界〜 Theme Song Collection                                                              | ネギ・スプリングフィールド（佐藤利奈） | 「LOVEドライブ」 「Get a Chance!」 | アニメ『魔法先生ネギま！ 〜もうひとつの世界〜』関連曲                    |
| 12月15日 | TVアニメ「アマガミSS」キャラクターイメージソングス For You…                                                              | 棚町薫（佐藤利奈） | 「想いの風はどこまでも」 | TVアニメ『アマガミSS』関連楽曲                                           |
| 12月15日 | TVアニメ「アマガミSS」キャラクターイメージソングス For You…                                                              | 絢辻詞（名塚佳織）・桜井梨穂子（新谷良子）・棚町薫（佐藤利奈）・中多紗江（今野宏美）・七咲逢（ゆかな）・森島はるか（伊藤静） | 「stories」 | TVアニメ『アマガミSS』関連楽曲                                           |
| 2011年   | | | |                                                                          |
| 8月24日  | 桜風に約束を-旅立ちの歌-                                                                                                 | ネギ・スプリングフィールド&麻帆良学園中等部3-A | 「桜風に約束を-旅立ちの歌-」 | アニメ『劇場版 魔法先生ネギま！ ANIME FINAL』挿入歌                      |
| 8月24日  | 桜風に約束を-旅立ちの歌-                                                                                                 | ネギ・スプリングフィールド（佐藤利奈） | 「Happy Sunshine」 | アニメ『劇場版 魔法先生ネギま！ ANIME FINAL』エンディングテーマ          |
| 2012年   | | | |                                                                          |
| 3月7日   | TVアニメ「アマガミSS+ plus」Character Songs w/OST「always vol.02」                                                       | 棚町薫（佐藤利奈） | 「Distance」 | TVアニメ「アマガミSS+ Plus」関連楽曲                                     |
| 9月19日  | 織田信奈の野望 歌姫05 Music of the different world ルイズ・フロイス/松平元康                                             | ルイズ・フロイス（佐藤利奈） | 「きっと…」 | アニメ『織田信奈の野望』関連曲                                           |
| 2013年   | | | |                                                                          |
| 1月23日  | シアワセ☆ハイテンション↑↑                                                                                                | 南春香（佐藤利奈）、南夏奈（井上麻里奈）、南千秋（茅原実里） | 「シアワセ☆ハイテンション↑↑」 | アニメ『みなみけ ただいま』オープニングテーマ                            |
| 1月23日  | シアワセ☆ハイテンション↑↑                                                                                                | 南春香（佐藤利奈）、南夏奈（井上麻里奈）、南千秋（茅原実里） | 「トリプル*アテンション」 | ラジオ『みなみけのみなきけ ただいま』オープニングテーマ                  |
| 1月23日  | 急接近ラッキーDAYS | 南春香（佐藤利奈）、南夏奈（井上麻里奈）、南千秋（茅原実里） | 「急接近ラッキーDAYS」 | アニメ『みなみけ ただいま』エンディングテーマ                            |
| 1月23日  | 急接近ラッキーDAYS | 南春香（佐藤利奈）、南夏奈（井上麻里奈）、南千秋（茅原実里） | 「日常カレンダー」 | ラジオ『みなみけのみなきけ ただいま』エンディングテーマ                  |
| 7月27日  | よんでますよ、アザゼルさん。Z 第2巻特典CD オリジナルサウンドトラック挿入歌EDテーマ                                       | 佐隈りん子（佐藤利奈） | 「Sticky Lucky Stupids 佐隈りん子Ver」 | アニメ『よんでますよ、アザゼルさん。Z』関連曲                            |
| 11月20日 | 拡散性ミリオンアーサー キャラクターソング 1 アーサー -技巧の場-                                                          | アーサー -技巧の場-（佐藤利奈） | 「ONLY MY WAY」 | ゲーム『拡散性ミリオンアーサー』関連曲                                   |
| 2014年   | | | |                                                                          |
| 2月26日  | この手が奇跡を選んでる                                                                                                   | 宮守女子高校 | 「この手が奇跡を選んでる 宮守女子高校 Ver.」 | アニメ『咲-Saki- 全国編』エンディングテーマ                              |
| 5月14日  | My Sweet Shelter | 河合律（花澤香菜）、錦野麻弓（佐藤利奈）、渡辺彩花（金元寿子） | 「My Sweet Shelter」 | アニメ『僕らはみんな河合荘』エンディングテーマ                           |
| 2015年   | | | |                                                                          |
| 1月30日  | ツキウタ。6月照瀬結乃「雨女って言わないで」                                                                              | 照瀬結乃（佐藤利奈） | 「雨女って言わないで」 「紫陽花ver.YUNO」 | キャラクターCD『ツキウタ。』関連曲                                       |
| 2月25日  | 笑顔になる | リョウ（佐藤利奈）ときりん（大亀あすか） | 「笑顔になる」 | アニメ『幸腹グラフィティ』エンディングテーマ                             |
| 3月25日  | ガールフレンド(仮) BD&DVD Vol.3 特典CD                                                                                   | 櫻井明音（佐藤利奈） | 「Wake Up My Love〜オトメノジュンジョウ〜」 | アニメ『ガールフレンド（仮）』関連曲                                     |
| 4月29日  | 美少女戦士セーラームーンCrystal キャラクター音楽集 Crystal Collection                                                    | 火野レイ（佐藤利奈） | 「火の海」 | アニメ『美少女戦士セーラームーンCrystal』関連曲                          |
| 4月29日  | 美少女戦士セーラームーンCrystal キャラクター音楽集 Crystal Collection                                                    | 火野レイ（佐藤利奈）、愛野美奈子（伊藤静） | 「Star on Stars」 | アニメ『美少女戦士セーラームーンCrystal』関連曲                          |
| 4月29日  | 美少女戦士セーラームーンCrystal キャラクター音楽集 Crystal Collection                                                    | セーラームーン（三石琴乃）、セーラーマーキュリー（金元寿子）、セーラーマーズ（佐藤利奈）、セーラージュピター（小清水亜美）、セーラーヴィーナス（伊藤静） | 「革命はナイト&デイ」 | アニメ『美少女戦士セーラームーンCrystal』関連曲                          |
| 2016年   | | | |                                                                          |
| 8月19日  | My Longing | 照瀬結乃（佐藤利奈） | 「My Longing」 「スキなものはスキ」 | キャラクターCD『ツキウタ。』関連曲                                       |
| 12月21日 | ガールフレンド（仮） キャラクターソングシリーズ Vol.01                                                                   | nonet | 「Now On Stage!!」 「Winter Chime」 | ゲーム『ガールフレンド（仮）』関連曲                                     |
| 12月21日 | ブレイブウィッチーズ エンディング・テーマ コンプリート・コレクション                                                     | グンドュラ・ラル（佐藤利奈）、雁淵孝美（末柄里恵）、雁淵ひかり（加隈亜衣） | 「LITTLE WING 〜Spirit of LINDBERG〜 Vol.10」 | テレビアニメ『ブレイブウィッチーズ』エンディングテーマ                   |
| 12月21日 | ブレイブウィッチーズ エンディング・テーマ コンプリート・コレクション                                                     | 雁淵ひかり（加隈亜衣）、雁淵孝美（末柄里恵）、ニッカ・エドワーディン・カタヤイネン（高森奈津美）、ヴァルトルート・クルピンスキー（石田嘉代）、アレクサンドラ・I・ポクルイーシキン（原由実）、ジョーゼット・ルマール（照井春佳）、下原定子（水谷麻鈴）、エディータ・ロスマン（五十嵐裕美）、グンドュラ・ラル（佐藤利奈） | 「LITTLE WING 〜Spirit of LINDBERG〜 Vol.11」 | テレビアニメ『ブレイブウィッチーズ』エンディングテーマ                   |
| 12月21日 | ブレイブウィッチーズ エンディング・テーマ コンプリート・コレクション                                                     | 雁淵ひかり（加隈亜衣）、雁淵孝美（末柄里恵）、管野直枝（村川梨衣）、ニッカ・エドワーディン・カタヤイネン（高森奈津美）、ヴァルトルート・クルピンスキー（石田嘉代）、アレクサンドラ・I・ポクルイーシキン（原由実）、ジョーゼット・ルマール（照井春佳）、下原定子（水谷麻鈴）、エディータ・ロスマン（五十嵐裕美）、グンドュラ・ラル（佐藤利奈）                                                                              | 「LITTLE WING 〜Spirit of LINDBERG〜 Vol.12」 | テレビアニメ『ブレイブウィッチーズ』エンディングテーマ                   |
| 2017年   | | | |                                                                          |
| 3月29日  | ブレイブウィッチーズ 秘め歌コレクション Vol.4                                                                            | グンドュラ・ラル（佐藤利奈） | 「ITTLE WING 〜Spirit of LINDBERG〜」 「狩人の狼煙」 | テレビアニメ『ブレイブウィッチーズ』関連曲                               |
| 3月29日  | ブレイブウィッチーズ 秘め歌コレクション Vol.4                                                                            | アレクサンドラ・I・ポクルイーシキン（原由実）、エディータ・ロスマン（五十嵐裕美）、グンドュラ・ラル（佐藤利奈） | 「Moonlight Trip」 | テレビアニメ『ブレイブウィッチーズ』関連曲                               |
| 7月12日  | ブレイブウィッチーズ 秘め歌コレクション Vol.6                                                                            | ヴァルトルート・クルピンスキー（石田嘉代）、グンドュラ・ラル（佐藤利奈） | 「Dear My Freja」 | テレビアニメ『ブレイブウィッチーズ』関連曲                               |
| 2018年   | | | |                                                                          |
| 9月28日  | 「PHANTASY STAR ONLINE 2」キャラクターソングCD〜Song Festival〜IV                                                        | マザー（佐藤利奈） | 「Tears of the moon」 | ゲーム『ファンタシースターオンライン2』関連曲                            |
| 9月28日  | 「PHANTASY STAR ONLINE 2」キャラクターソングCD〜Song Festival〜IV                                                        | マザー（佐藤利奈）、オークゥ＝ミラー（沼倉愛美）、フル＝ジャニース＝ラスヴィッツ（小倉唯）、ファレグ＝アイヴズ（皆口裕子） | 「Fly me to the moon」 | ゲーム『ファンタシースターオンライン2』関連曲                            |
| 12月5日  | ワールドウィッチーズシリーズ10周年記念 秘め歌コレクション特別版 Vol.2 カールスラント篇                                   | ゲルトルート・バルクホルン（園崎未恵）、グンドュラ・ラル（佐藤利奈）、ヴァルトルート・クルピンスキー（石田嘉代） | 「青空ジェネレーション」 | テレビアニメ『ブレイブウィッチーズ』関連曲                               |
| 2019年   | | | |                                                                          |
| 3月29日  | Seleas | Seleas | 「Seleas」 「T.O.T.M. -TAKOPA On The Moon-」 | キャラクターCD『ツキウタ。』関連曲                                       |
| 2020年   | | | |                                                                          |
| 8月26日  | プリンセスコネクト！Re:Dive PRICONNE CHARACTER SONG 17                                                                   | ルカ（佐藤利奈） | 「黄昏太平旅路唄」 | ゲーム『プリンセスコネクト！Re:Dive』挿入歌                              |
| 2021年   | | | |                                                                          |
| 1月13日  | 月色Chainon Eternal盤 | ももいろクローバーZ with セーラー5戦士 | 「月色Chainon」 | 劇場アニメ『劇場版 美少女戦士セーラームーンEternal』主題歌               |
| 2月10日  | 劇場版「美少女戦士セーラームーンEternal」 キャラクターソング集 Eternal Collection                                        | スーパーセーラーマーズ（佐藤利奈） | 「Signpost」 | 劇場アニメ『劇場版 美少女戦士セーラームーンEternal』関連曲               |
| 2月10日  | 劇場版「美少女戦士セーラームーンEternal」 キャラクターソング集 Eternal Collection                                        | エターナルセーラームーン（三石琴乃）、エターナルセーラーちびムーン（福圓美里）、エターナルセーラーマーキュリー（金元寿子）、エターナルセーラーマーズ（佐藤利奈）、エターナルセーラージュピター（小清水亜美）、エターナルセーラーヴィーナス（伊藤静）、エターナルセーラーウラヌス（皆川純子）、エターナルセーラーネプチューン（大原さやか）、エターナルセーラープルート（前田愛）、エターナルセーラーサターン（藤井ゆきよ） | 「Moon Effect」 | 劇場アニメ『劇場版 美少女戦士セーラームーンEternal』関連曲               |
| 2月26日  | メルヘンチック | 照瀬結乃（佐藤利奈） | 「メルヘンチック」 | キャラクターCD『ツキウタ。』関連曲                                       |
| 4月7日   | ワールドウィッチーズ発進しますっ！ 第502統合戦闘航空団発進しますっ！                                                     | グンドュラ・ラル（佐藤利奈）、アレクサンドラ・I・ポクルイーシキン（原由実） | 「Awesome days!」 | テレビアニメ『ワールドウィッチーズ発進しますっ！』エンディングテーマ     |
| 4月7日   | ワールドウィッチーズ発進しますっ！ 第502統合戦闘航空団発進しますっ！                                                     | 第502統合戦闘航空団 | 「Awesome days!」 | テレビアニメ『ワールドウィッチーズ発進しますっ！』エンディングテーマ     |
| 12月1日  | Clock over ORQUESTA First season BATTLE Vol.06 九重九日                                                                  | 九重九日（立花慎之介、佐藤利奈） | 「Unnamed Color」 | 『Clock over ORQUESTA』関連曲                                            |
| 12月1日  | Clock over ORQUESTA First season BATTLE Vol.06 九重九日                                                                  | 九重九日（佐藤利奈） | 「se9uel（Never↓and ver.）」 | 『Clock over ORQUESTA』関連曲                                            |
| 2022年   | | | |                                                                          |
| 5月11日  | STARDUST CHILDREN 〜GRANBLUE FANTASY〜                                                                                   | カトル（福山潤）、エッセル（佐藤利奈） | 「STARDUST CHILDREN 〜GRANBLUE FANTASY〜」 | ゲーム『グランブルーファンタジー』関連曲                                 |
| 11月9日  | メイド大回転/冥途の子守唄                                                                                                | とんとことんスタッフ一同 | 「メイド大回転」 | テレビアニメ『アキバ冥途戦争』オープニングテーマ                         |
| 11月9日  | メイド大回転/冥途の子守唄                                                                                                | 万年嵐子（佐藤利奈） | 「冥途の子守唄」 | テレビアニメ『アキバ冥途戦争』エンディングテーマ                         |
| 2024年   | | | |                                                                          |
| 1月31日  | プリンセスコネクト！Re:Dive PRICONNE CHARACTER SONG 37                                                                   | サレン（堀江由衣）、ルカ（佐藤利奈） | 「Adenium」 | ゲーム『プリンセスコネクト！Re:Dive』挿入歌                              |
| 1月31日  | プリンセスコネクト！Re:Dive PRICONNE CHARACTER SONG 37                                                                   | ルカ（佐藤利奈） | 「Adenium」 | ゲーム『プリンセスコネクト！Re:Dive』関連曲                              |